# St. Martin (Memmingen)

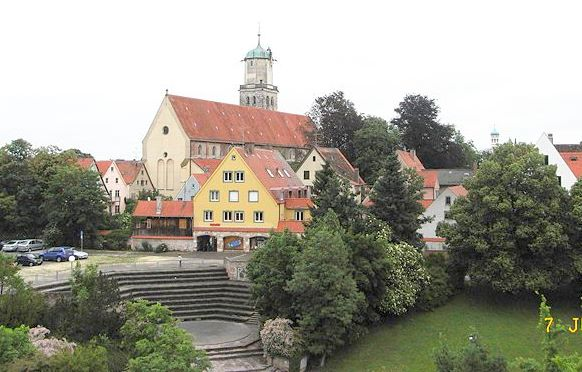
Die St.-Martins-Kirche von Westen

Die denkmalgeschützte Stadtpfarrkirche Sankt Martin in Memmingen ist eine der ältesten Kirchen Oberschwabens. Die Kirche ist ein Wahrzeichen der Stadt. Sie befindet sich am Rande der nordwestlichen Altstadt, im alten evangelischen Kirchenbezirk vor dem alten aufgelassenen Friedhof an einer Anhebung des Memminger Achtals. Ihr Turm ist weithin sichtbar und mit etwa 65 Metern das höchste Gebäude der Stadt.
Ihre Geschichte lässt sich bis ins 9. Jahrhundert zurückverfolgen. Sie war ein Schauplatz der Memminger Reformation im 16. Jahrhundert, die nach Oberschwaben und ins Allgäu ausstrahlte. Reformator war der Prediger Christoph Schappeler.
Die in ihrer heutigen Form um 1325 begonnene und um 1500 vollendete dreischiffige Basilika ist Hauptkirche des evangelisch-lutherischen Kirchenbezirkes Memmingen, regelmäßiger Predigtort des Memminger Dekans und das Zentrum einer der vier evangelisch-lutherischen Kirchengemeinden der Stadt. Die von den Bürgern finanzierte Basilika war nach ihrer Vollendung die größte gotische Stadtkirche zwischen Bodensee und Lech. Sie beherbergt viele Kunstwerke, darunter das über 500 Jahre alte Chorgestühl, das zu den besten spätgotischen Schnitzwerken in Süddeutschland zählt und als größter Kunstschatz der Stadt gilt.

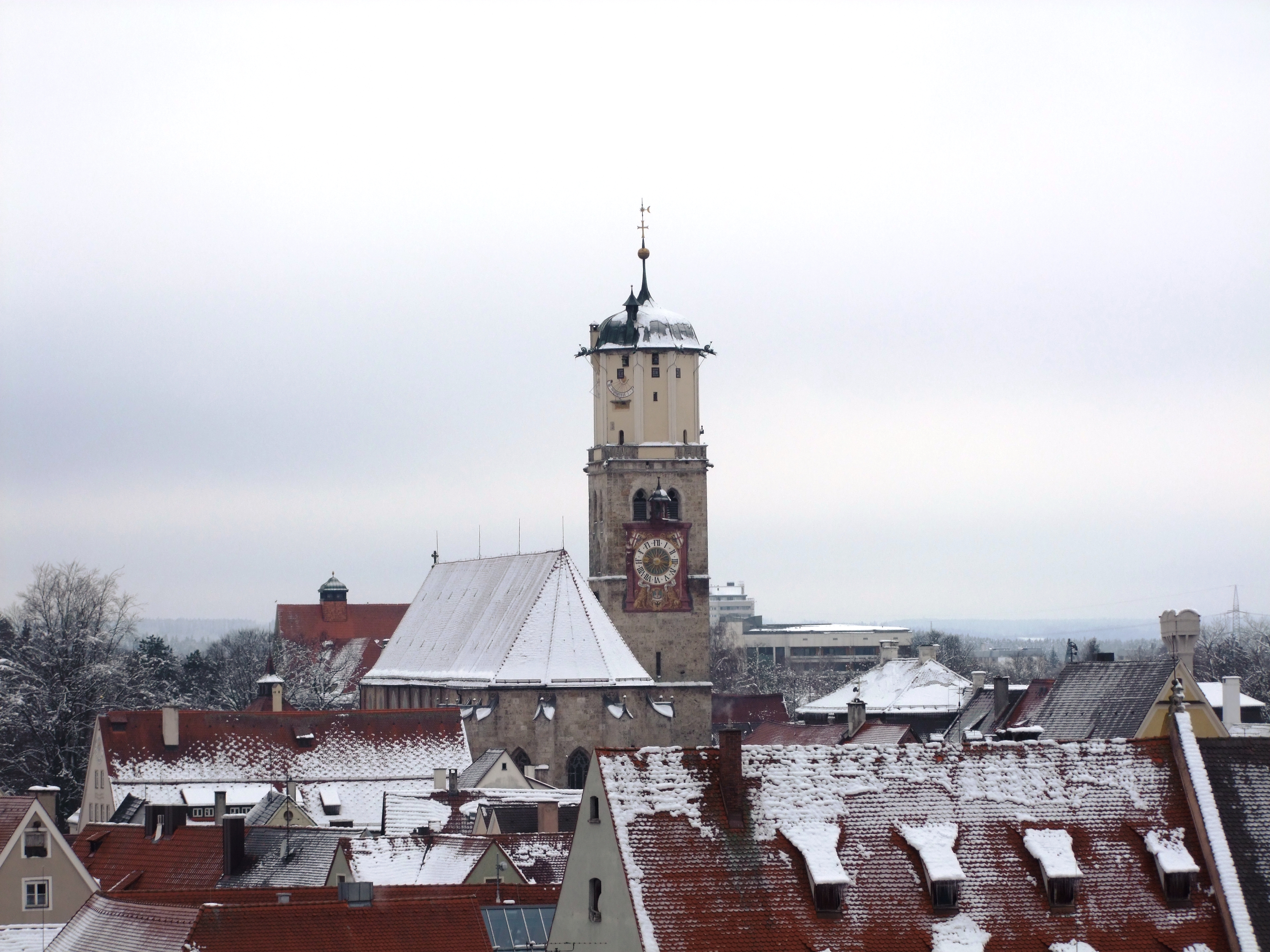
Die St.-Martins-Kirche von Osten

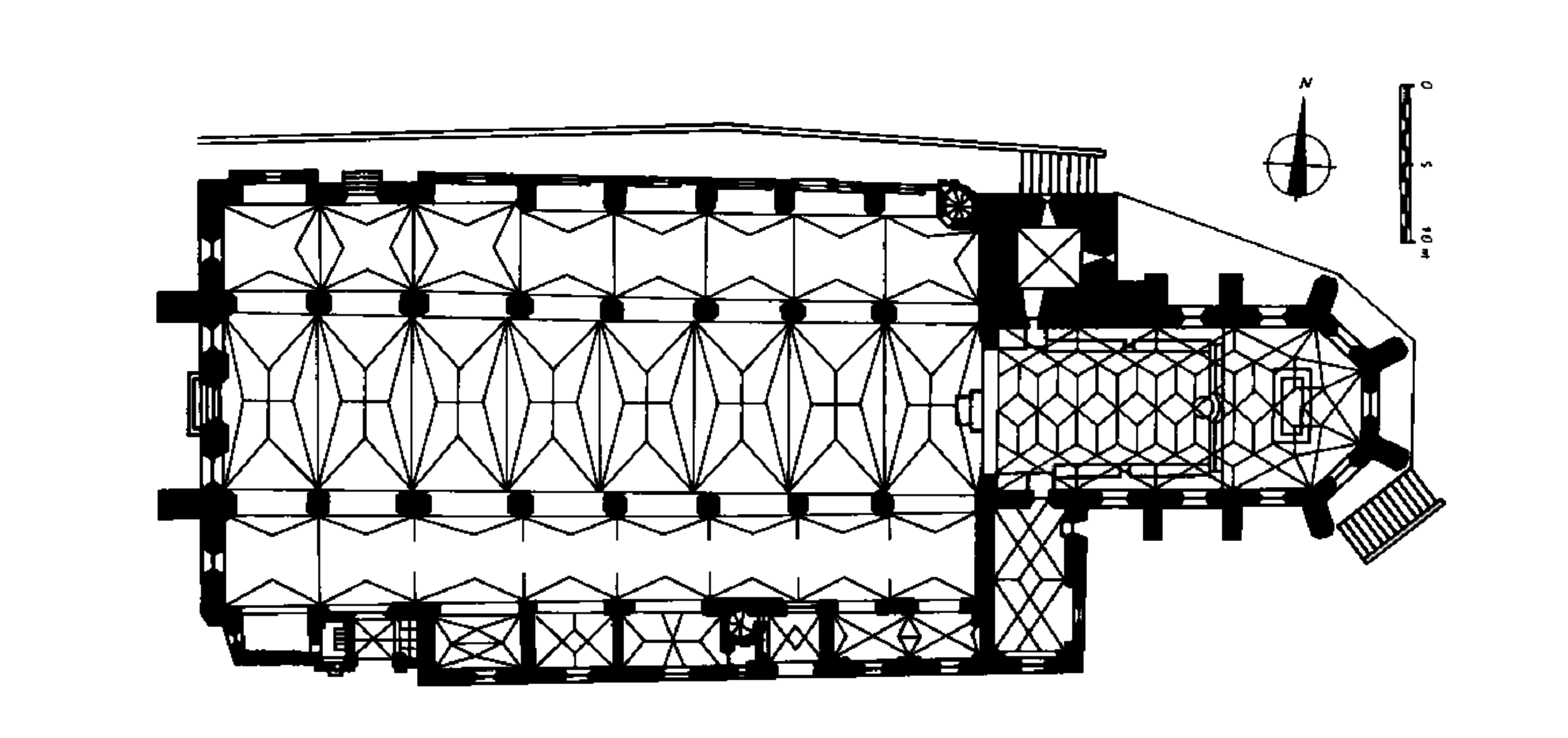
Grundriss der Kirche

## Geschichte

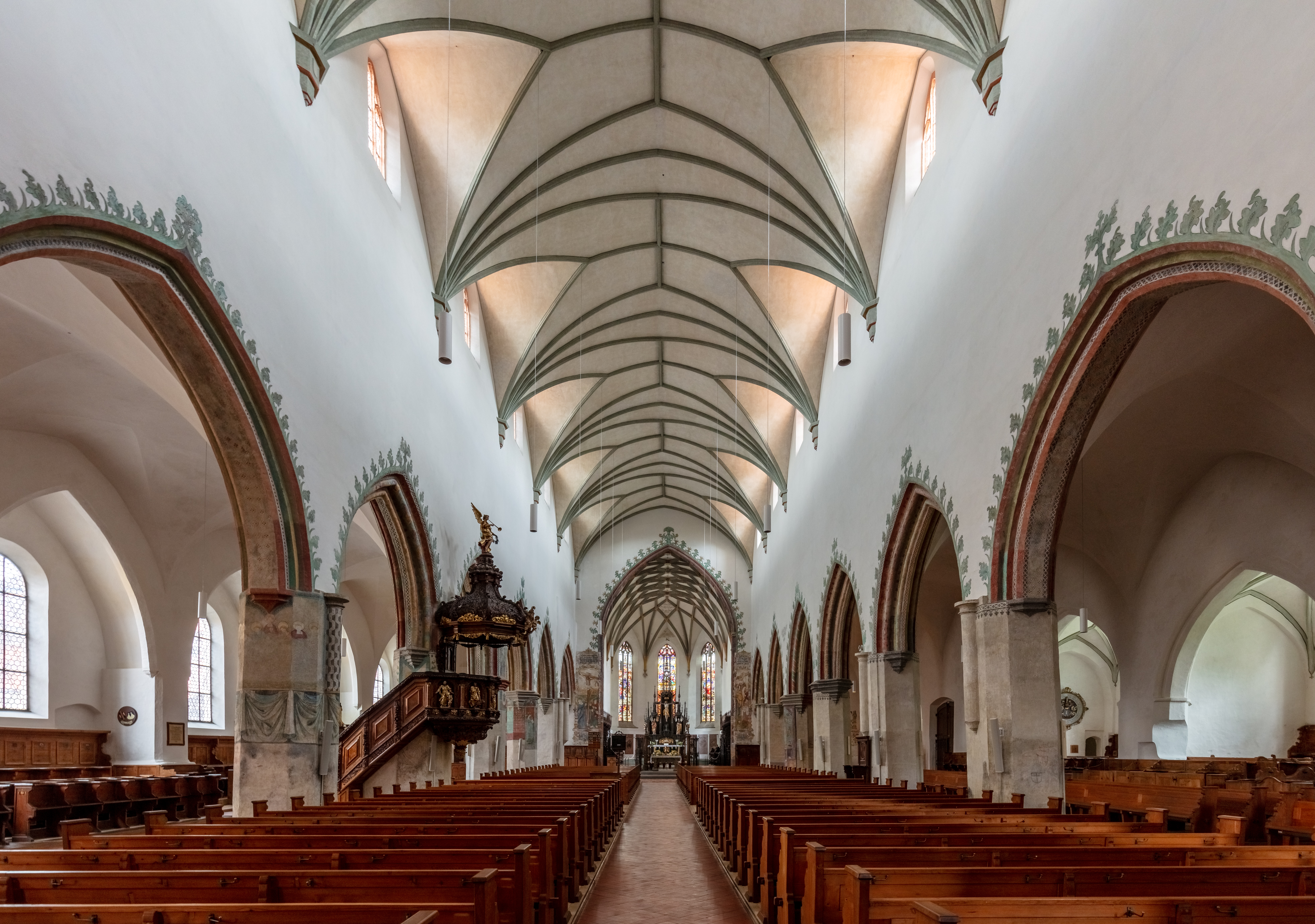
Innensicht

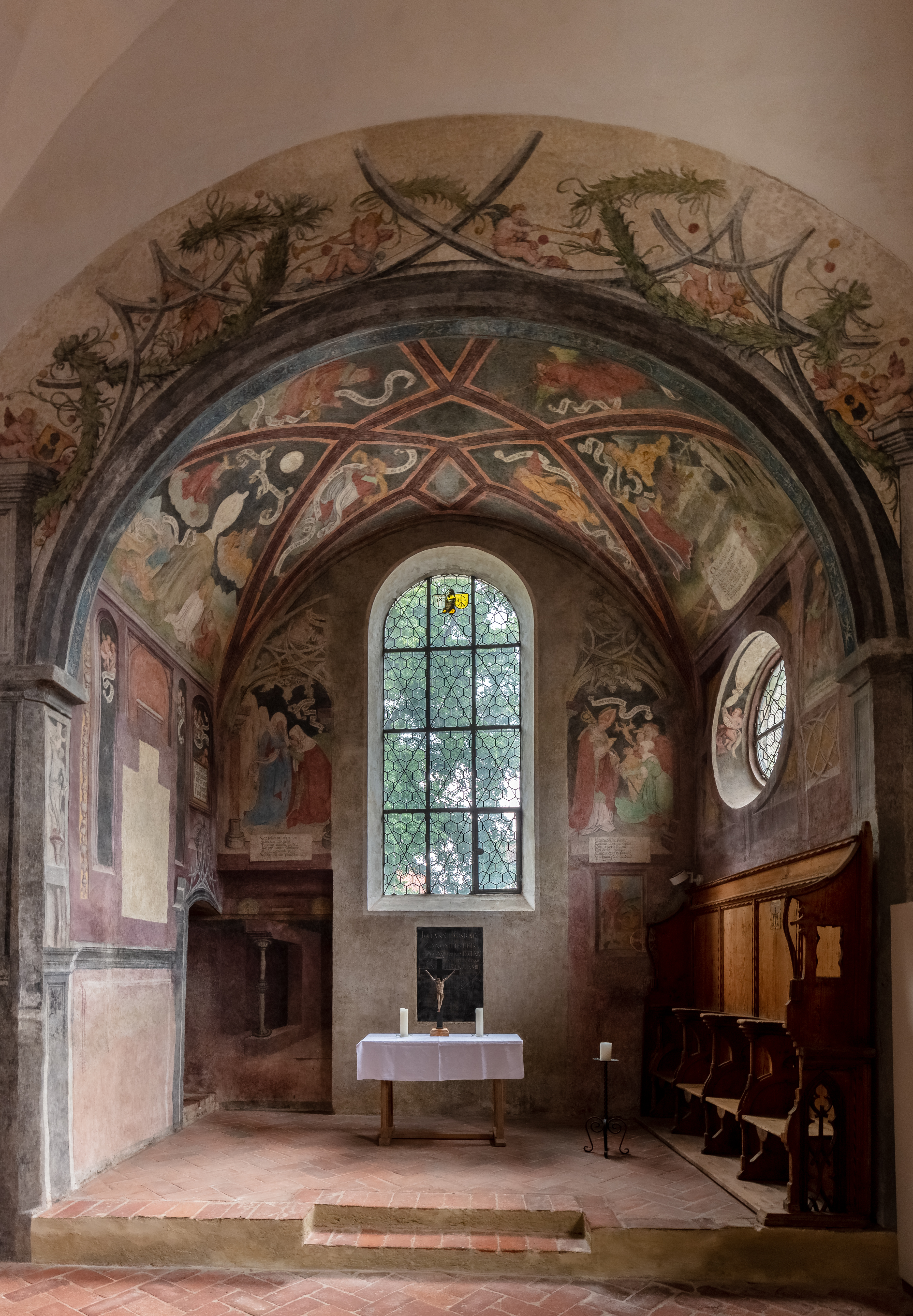
Kleine Kapelle

Bereits aus dem 2. Jahrhundert n. Chr. sind am Standort der Kirche Siedlungsspuren nachgewiesen. Bei Grabungen im Jahr 1912 wurden unter dem Gebäude Reste eines römischen Burgus entdeckt. Der erste Kirchenbau an dieser Stelle kann nicht genau datiert werden. Forscher gehen davon aus, dass er um das Jahr 800 errichtet wurde. Ob St. Martin oder die Frauenkirche in der Südstadt Königshofkirche war, ist ungeklärt. Die bis dahin welfische Kirche wurde 1178/1179 staufisch. Im Jahre 1214 übergab Friedrich II. das Patronat an die Antoniter, die in Memmingen ihre erste Niederlassung auf deutschem Boden gründeten. Die Kirche wurde in den nächsten Jahren, beschleunigt durch das Wachstum und den Reichtum der Stadt, zur Stadtpfarrkirche. Ende des 14. Jahrhunderts entstanden der Chor und der Turm. Danach folgten weitere Innenumbauten bis in das 20. Jahrhundert. 1562 endete das Patronat der Antoniter und die Kirche wurde endgültig der Stadt übergeben. Die Finanzierung aller Erweiterungen und Umbauten wurde von den Bürgern der Stadt übernommen. Die Antoniter (auch Antonier genannt) bauten gegenüber dem östlichen Vorzeichen die Kinderlehrkirche als Klosterkirche und beschränkten sich auf diese und ihre Präzeptorei.

### Welfenbasilika
Im 10. Jahrhundert kam der Ort Memmingen an die Welfen. Dadurch muss St. Martin welfische Eigenkirche geworden sein. Es ist davon auszugehen, dass eine starke Bautätigkeit eingesetzt hat. Anhand von Chroniken kann die Baugeschichte dieser Zeit nachvollzogen werden. Demnach wurde St. Martin 926 erbaut, 1077 erweitert und 1176 umgestaltet. Diese Daten sind allerdings nicht durch Funde belegbar. Die Umgestaltung von 1176 passt gut in die Stadtentwicklungsgeschichte, so dass man davon ausgehen kann, dass dieser Zeitpunkt richtig ist. Aufgrund verschiedener Unregelmäßigkeiten innerhalb des heutigen Baukörpers ist anzunehmen, dass auf eine frühere Bebauung Rücksicht genommen wurde. So ist das östliche Bogenjoch um 1,20 Meter breiter als die anderen Joche, das sechste differiert um 80 Zentimeter von der üblichen Bogenspannweite. Das Südostportal steht nicht mit dem gotischen Arkadenrhythmus in Einklang, so dass man beim Eintreten auf einen Pfeiler blickt. Vermutlich wurde eine gotische Vorhalle an den romanischen Baukörper angefügt. Forscher gehen davon aus, dass der Vorgängerbau eine Basilika mit westlichem Turmpaar war. Das Querschiff hatte demnach im ersten Joch seinen Standort, während sich die Türme im sechsten Joch befanden. Zwischen den Türmen und dem Querschiff hätten nach den damaligen Größenverhältnissen sechs romanische Joche Platz gefunden. Eine Rekonstruktion der Basilika auf dieser Basis würde mit anderen welfischen Bauten zusammenpassen. 1216 wurde St. Martin Wallfahrtskirche. Vom nahen Benningen wurde eine Blutreliquie in die Kirche überführt. Bereits 1446 wurde der Status als Altarsakrament durch den Augsburger Bischof und Kardinal Peter von Schaumberg entzogen, nachdem die Hostie allmählich zerfallen war. Er gestattete lediglich die Verehrung als Reliquie. In der Reformation soll die Bluthostie an unbekannter Stelle vermauert worden sein.

### Ausbau zur gotischen Basilika

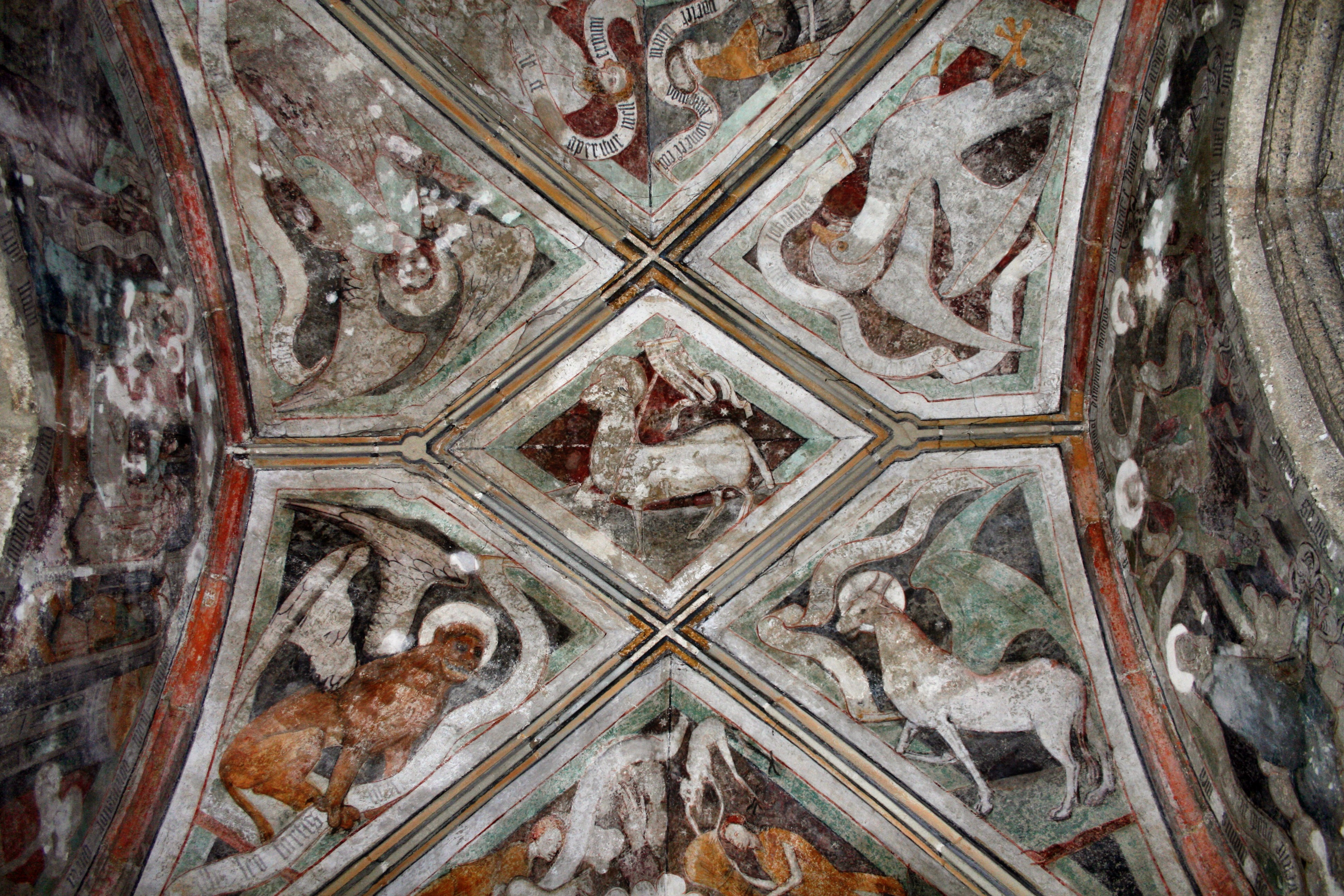
Fresken im Eingangsbereich

Um 1325 war die Kirche für die stark angewachsene Zahl von Bürgern der Stadt zu klein geworden, so dass erste Erweiterungen durchgeführt wurden. Der Turm sowie ein Chor wurden angebaut. Von diesem hochgotischen Bauwerk sind ein Strebepfeiler und ein Fenstermaßwerk im nördlichen Chor erhalten. Die Datierung stützt sich auf ein erhaltenes Freskofragment an der Mauer des untersten Turmstockwerkes. Im Anschluss an diese Baumaßnahme müssen die ersten Pfeilerpaare des Langhauses und der nördlichen Arkadenreihe mit dem darüber aufragenden, stärker dimensionierten Mauerfeld erbaut worden sein. Um 1345 kamen die Baumaßnahmen ins Stocken, obwohl im selben Jahr Kaiser Ludwig der Bayer „die beiden Brottische“ (wohl der erste Markt Memmingens) für die Erweiterung des Friedhofs überließ. Ob dies mit der politischen Unruhe um Kaiser Ludwig IV. oder mit der Pestepidemie des Jahres 1349 zusammenhing, konnte nicht geklärt werden. Erst in der Mitte der zweiten Hälfte des 14. Jahrhunderts ist ein erneutes Einsetzen der Bautätigkeit nachweisbar. Der unbekannte Baumeister muss eine gute Ausbildung in der gotischen Architektur seiner Zeit genossen haben, da die schwerfällige Bauweise der ersten Strebepfeiler ab dem zweiten Joch in einen schlankeren, hochgotischen Baustil verändert wurde. Mit Baubeginn des vierten Joches mit einer schlichten Konsolenbauweise muss der Baumeister wiederum gewechselt haben. Nachdem das fünfte Joch vollendet war, trat eine längere Pause in der Bautätigkeit ein. Forscher gehen davon aus, dass dort das Westwerk der Welfenbasilika stand und sie damit vorläufig fertiggestellt war.
Ab 1404/1405 wurde mit dem Ausbau des sechsten Joches begonnen. Allerdings kamen die städtischen Werkleute damit nicht zurecht, worauf sich der Rat der Stadt nach München wandte. 1405 konnte Conrad von Amberg für den Ausbau verpflichtet werden. Vermutlich machte das alte Westwerk den Ausbau äußerst schwierig, da es teilweise als Tragwerk für die Arkaden diente und teils abgebrochen, teils integriert werden musste. Das sechste Joch musste um 80 Zentimeter breiter werden als die bestehenden Joche. Conrad führte die Mittelschiffswände zur endgültigen Höhe empor. 1407 wurde bereits das Dachwerk aufgeschlagen. Es ist eines der frühesten Beispiele des liegenden Stuhles im deutschen Sprachraum. Damit war es möglich, das erste Dachgeschoss ins Mittelschiff einzubeziehen. Man geht davon aus, dass erst Meister Conrad das vierte Turmgeschoss mit dem hohen Spitzhelm vollendet hat. Ähnliche Beispiele für diese gotische Kirchturmbedeckung befinden sich in Woringen und in Westerheim. Bis 1409/1410 vollendete Conrad vom Amberg die Kirche als sechsjochige Basilika.
In den folgenden Jahren konzentrierten sich die Aktivitäten vor allem auf den Innenausbau. Die östlichen Vorhallen entstanden 1438. Die im Jahr 1458 begonnene Einwölbung der Seitenschiffe war nur durch massive Spenden der Familien Besserer und Wespach möglich geworden. Die Funk-Kapelle (benannt nach Funck von Senftenau) machte den Anfang einer Reihe von Kapellenstiftungen in der Basilika. So kam 1476 die Vöhlin-Kapelle und 1482 die Zwicker-Kapelle hinzu. 1489–1491 konnte durch den Abbruch zweier Häuser in der Zangmeisterstraße das Langhaus um zwei Joche erweitert werden. Da die Memminger Baumeister mit dieser heiklen Aufgabe überfordert waren, konnte der Rat der Stadt den Ulmer Baumeister Matthäus Böblinger gewinnen. Von 1496 bis 1500 wurde der Chor neu errichtet und damit die größte Stadtpfarrkirche zwischen Bodensee und Lech vollendet.

### Pfarrkirche und Reformation

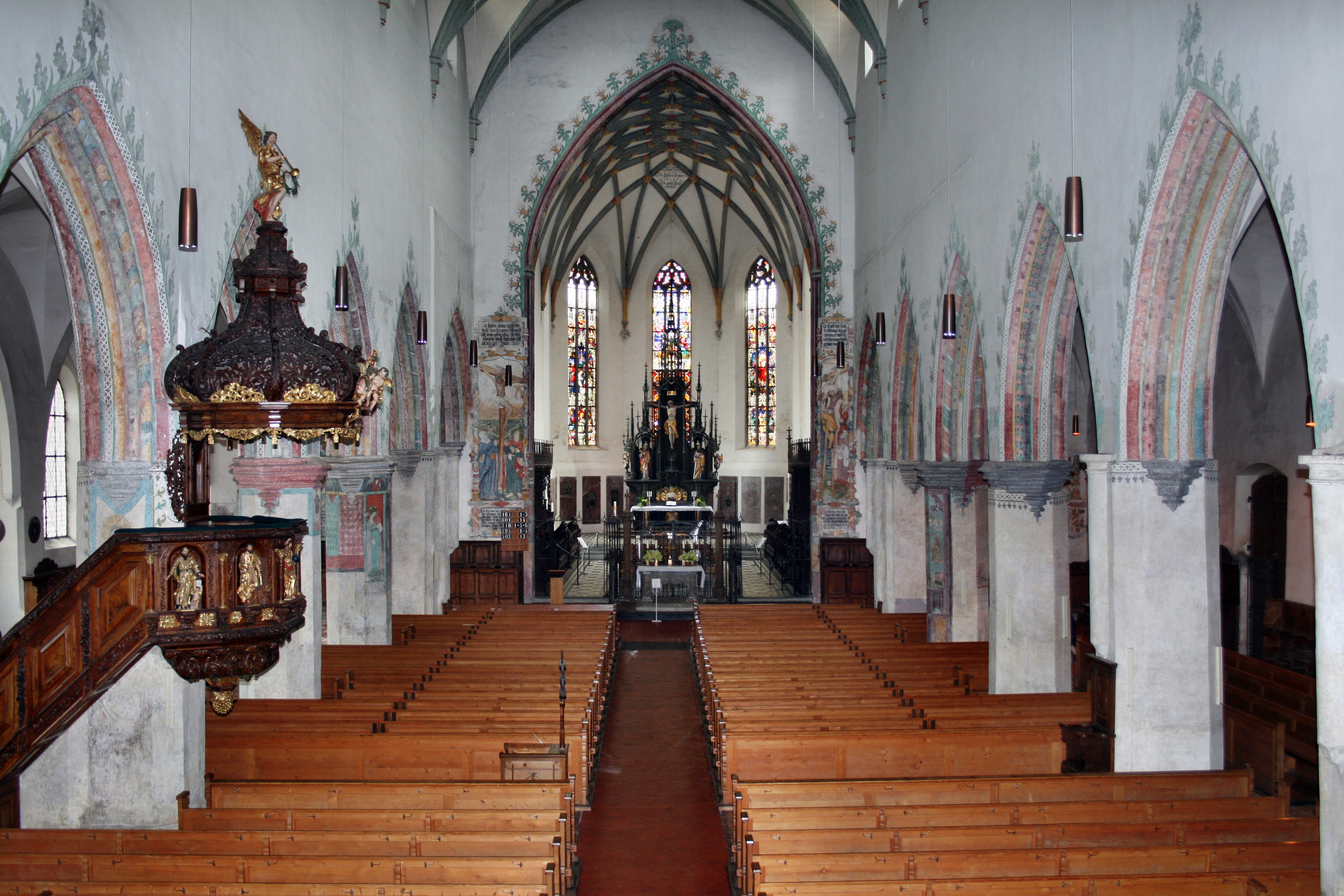
Blick von der Orgelempore in das Kirchenschiff mit Kanzel und Hochaltar

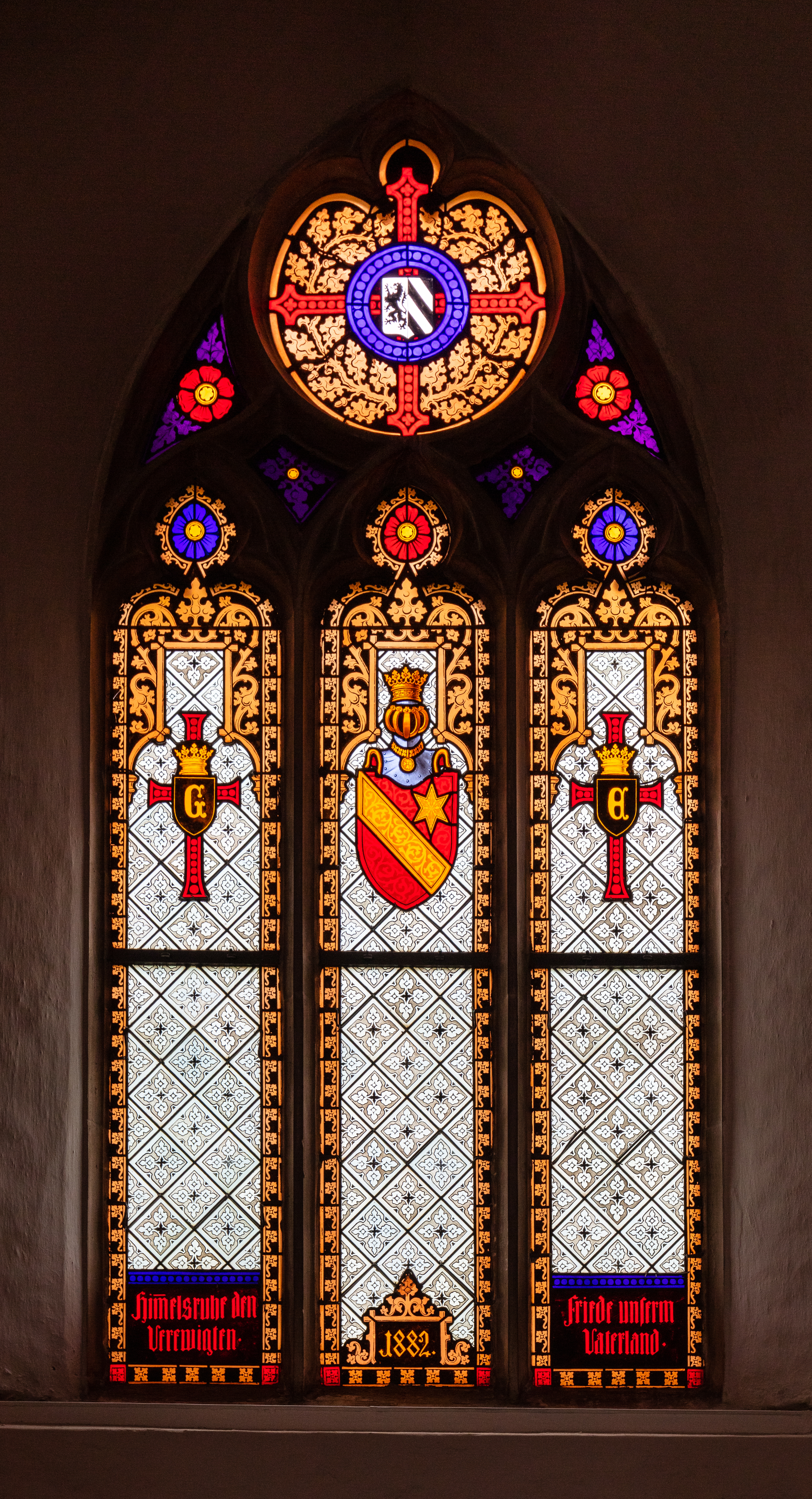
Glasmalerei

Unter dem Schweizer Prediger Christoph Schappeler verbreitete sich in Memmingen ab 1524 die Reformation. Schappeler hatte eine gut dotierte Predigerstelle der Vöhlin-Kapelle in St. Martin inne und vollzog in diesem Jahr erstmals in deutscher Sprache die Taufe. Zusammen mit Lindau, Konstanz und Straßburg legte die zunächst zwinglianisch orientierte Stadt auf dem Augsburger Reichstag 1530 ein Sonderbekenntnis vor, die Confessio Tetrapolitana (Vierstädtebekenntnis).
Ein Stadtratsbeschluss aus dem Jahr 1531, der besagte, dass sämtliche kirchlichen Kultgegenstände aus den Kirchen der Stadt verschwinden mussten, führte zum größten Verlust an Ausstattungselementen von St. Martin. Die Kirche verlor 21 Seitenaltäre und den spätgotischen Hochaltar im Chorraum. Von der Einrichtung des Hochchores verblieb nur das Chorgestühl.
Zur lutherischen Lehre bekannte sich die Stadt im Jahr 1532 durch die Übernahme der Augsburger Konfession. Endgültig wurde Memmingen und damit auch St. Martin 1536 durch die Annahme der Wittenberger Konkordie der lutherischen Lehre verpflichtet.

### Nach der Reformation
Im Dreißigjährigen Krieg erließ Kaiser Ferdinand II. das Restitutionsedikt, wonach alle bei der Reformation enteigneten Güter den katholischen Besitzern zurückgegeben werden sollten. Dies betraf auch St. Martin, jedoch setzte sich die Stadt dagegen erfolgreich zur Wehr. Bei der Beschießung durch die Kaiserlichen und die Bayern wurde im Jahr 1647 auch die Kirche getroffen, wobei die Holzdecke beschädigt wurde. Hans Knoll ersetzte sie durch ein Brettergewölbe aus Rippen und Schlusssteinen mit Bemalung, ähnlich dem Chorgewölbe. Knoll schuf 1656 im ersten Mittelschiffsjoch auch eine Musikanten- und Sängerempore. Die mittelalterliche Kirchhofmauer wurde 1810 abgebrochen. Gleichzeitig wurde der ehemalige Friedhof in eine parkähnliche Landschaft mit Baumpflanzungen umgestaltet. Die Decke des Mittelschiffs wurde ab 1845 neu gestaltet und ein Scheingewölbe eingezogen. Das Langhaus und der Turm wurden 1867 und 1872 mit Schiefer neu gedeckt. Von 1926 bis 1927 wurde die Kirche renoviert und die Eindeckung wieder zurückgenommen. 1962 bis 1965 und 1984 bis 1988 wurde die Kirche erneut renoviert.

### Turm
Von den Vorgängertürmen der Welfenbasilika auf der Westseite ist nichts mehr erhalten. Der erste Turmbau an der heutigen Stelle wird um 1300 datiert. Das unterste Geschoss des heutigen Turms wurde um 1325 erbaut. Ein Weiterbau des fünften Obergeschosses muss in die Zeit um 1370 datiert werden. Das dort verwendete Ziegelformat von 34 × 16,5 × 7,5 Zentimetern wurde auch bei dem um 1370 entstandenen Frauenkirchturm vermauert. Die weiteren Stockwerke kamen um 1405 bis 1410 durch Baumeister Conrad von Amberg hinzu. Der Turm wurde damals mit einem hohen Spitzhelm mit grüner Plattendeckung abgeschlossen. Die Wendeltreppe, die vom Nordschiff in das erste Obergeschoss führte, brannte 1420 ab. Im Jahre 1428 wurde der heutige Glockenstuhl als Gerüstbauwerk in den Turm eingebaut. Bis dahin hingen die Glocken in einer mit dem Mauerwerk verbundenen Balkenanlage. Zwei Jahre später wurde der über vier Steingiebel aufsteigende Spitzhelm vollendet. Aufgrund der Überwölbung der Seitenschiffe innerhalb der Kirche wurde der Turmeingang an die heutige Stelle in der nordöstlichen Ecke versetzt. Nach einem Blitzeinschlag 1470 erhielt der Turm einen Turmknopf und er wurde mit grünglasigen Ziegeln neu eingedeckt. 1482 geriet der Turm in Brand, als vier Blitze in den Turm eingeschlagen waren. Durch schnelle Löschmaßnahmen der Bevölkerung konnte er gerettet werden In den Chroniken sind für das Jahr 1494 zwei nächtliche Blitzeinschläge vermerkt, als der spätere Kaiser Maximilian I. in die Stadt einzog. Der durch einen weiteren Blitzschlag im Jahr 1535 zerstörte Turmhelm wurde 1537 durch den heutigen Achteckbau auf dem Turmstumpf ersetzt. Ein hölzerner Erker wurde 1573 über dem Zifferblatt der Turmuhr angebaut. Der Zimmermeister Jacob Britzel und der Kupferschmied Bartholomäus Seybrand errichteten über dem Helm eine welsche Haube aus Kupfer. Seitdem hat der Turm eine Höhe von etwa 65 Metern. 1872 wurde die Haube mit Schiefer gedeckt, was bei der Renovierung 1927 wieder rückgängig gemacht wurde. Der Turm wurde 1966 und 2012 letztmals renoviert. Seit dem Bau gehörte der untere Teil der Kirchengemeinde, der obere Teil der Stadt. 1927 übergab die Stadt ihren Teil ebenfalls der Kirchengemeinde.

## Baubeschreibung

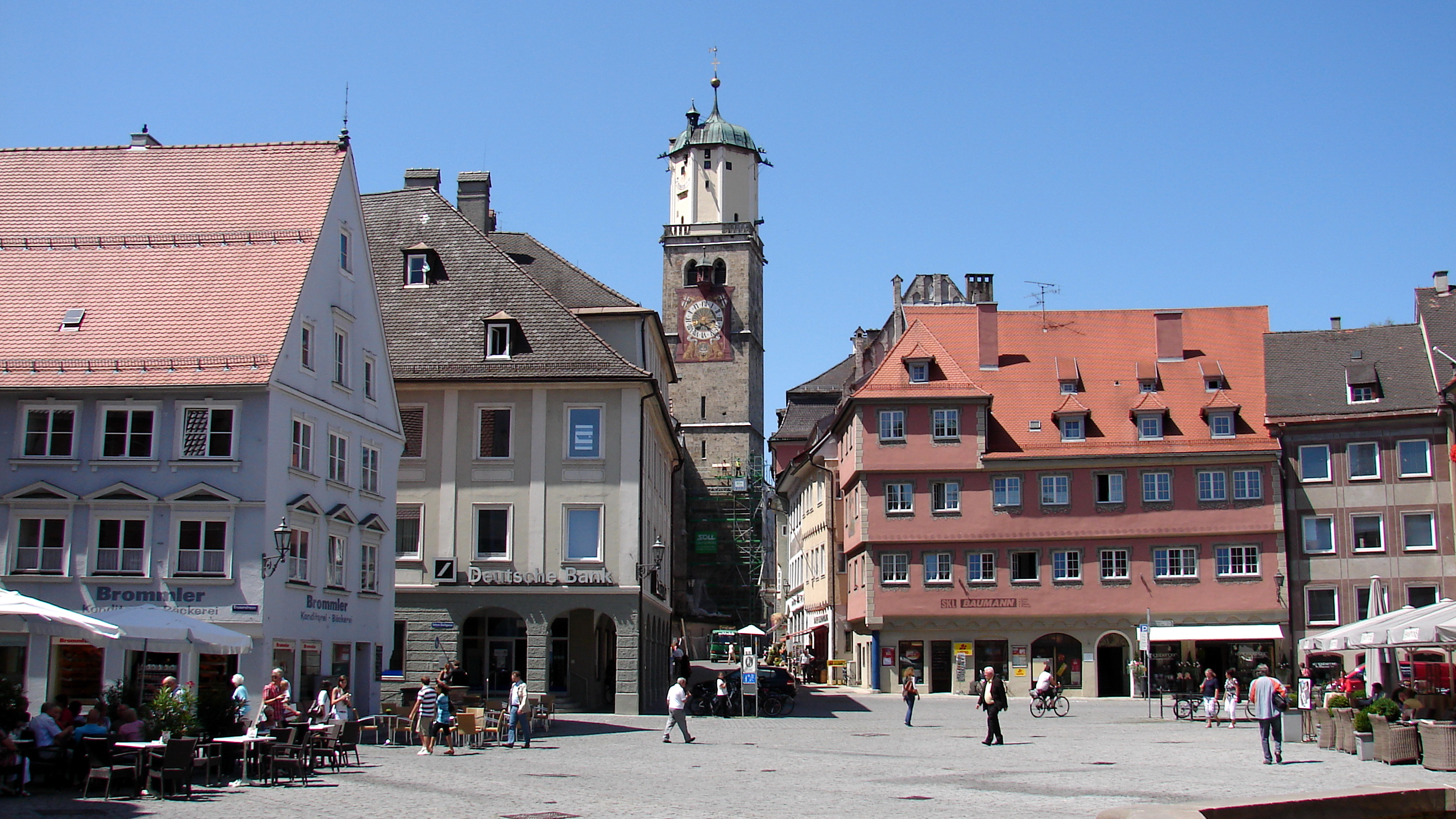
Marktplatz mit St. Martin

Die Kirche ist eine dreischiffige, achtjochige Basilika mit erhöhtem Chorraum, der in einem 5/8-Schluss endet. Der nördliche Teil des Gebäudes wird durch den Turm und den Chor geprägt. Auf der Südseite befindet sich der alte, seit 1530 aufgelassene Friedhof der Stadt. Auf diesem stehen über 300 Jahre alte Buchen und jüngere Kastanien. Gegenüber der östlichen Vorhalle steht die Kinderlehrkirche.

### Außenbau

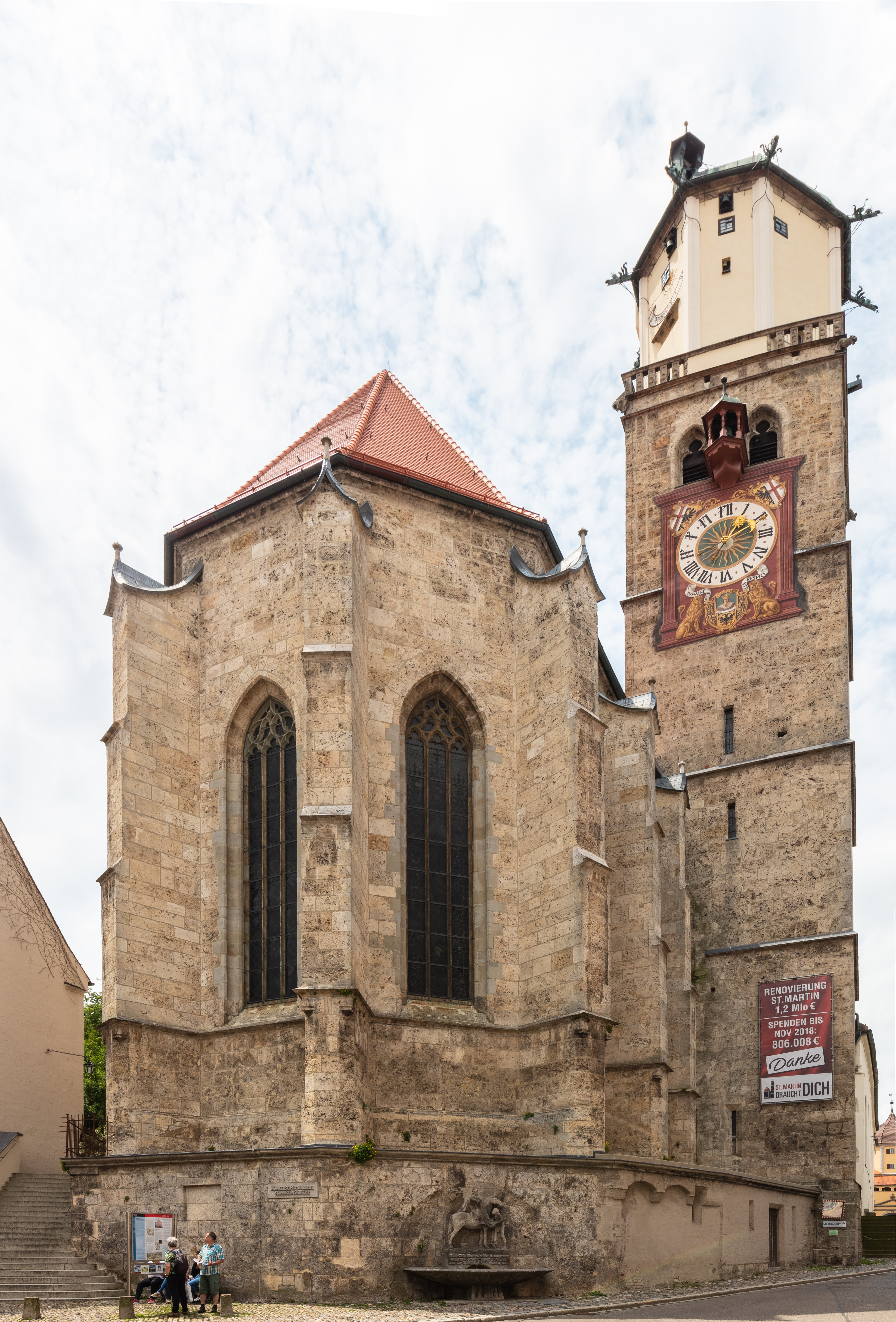
Der Turm vom Marktplatz aus gesehen

Die Außenwände der Seitenschiffe ragen hinter dem Chor hervor. An den Chor schließen sich vor dem Langhaus die neue Sakristei auf der Südseite sowie die alte Sakristei und der Turm auf der Nordseite an. Das Mittelschiff besitzt ein Satteldach, die beiden Seitenschiffe haben ein Pultdach. Die Wände bestehen aus verputztem Ziegelmauerwerk. Über den Seitenschiffen ist pro Joch ein mit einfachem Maßwerk verziertes Oberlicht sichtbar. Direkt unterhalb der Fenster schließt sich die Eindachung der Seitenschiffe an. Das Maßwerk der Fenster in den Seitenschiffen wurde während des Barocks entfernt, die einstigen Spitzbögen wurden zu Rundbögen umgearbeitet. Aufgrund der Bauweise mit verputzten Ziegeln sind die einzelnen Bauabschnitte äußerlich nicht sichtbar. Die Westseite ist komplett verputzt. Begrenzt wird sie durch die enge Durchfahrt des Martin-Luther-Platzes, welcher sich an dieser Stelle zu einer Straße verengt. Oberhalb des Brauttor genannten Westportals der Kirche befanden sich früher zwei Fenster, die heute zugemauert sind. Darüber befindet sich ein kleines Rundfenster, dem in Höhe des Scheitelpunktes des Satteldaches ein weiteres, etwas größeres rundes Fenster folgt. Der Chor ist aus Tuffstein gemauert. Die Fenster sind mit Maßwerk verziert. Die Strebepfeiler haben wenig Verzierung.

### Innenraum

#### Mittelschiff

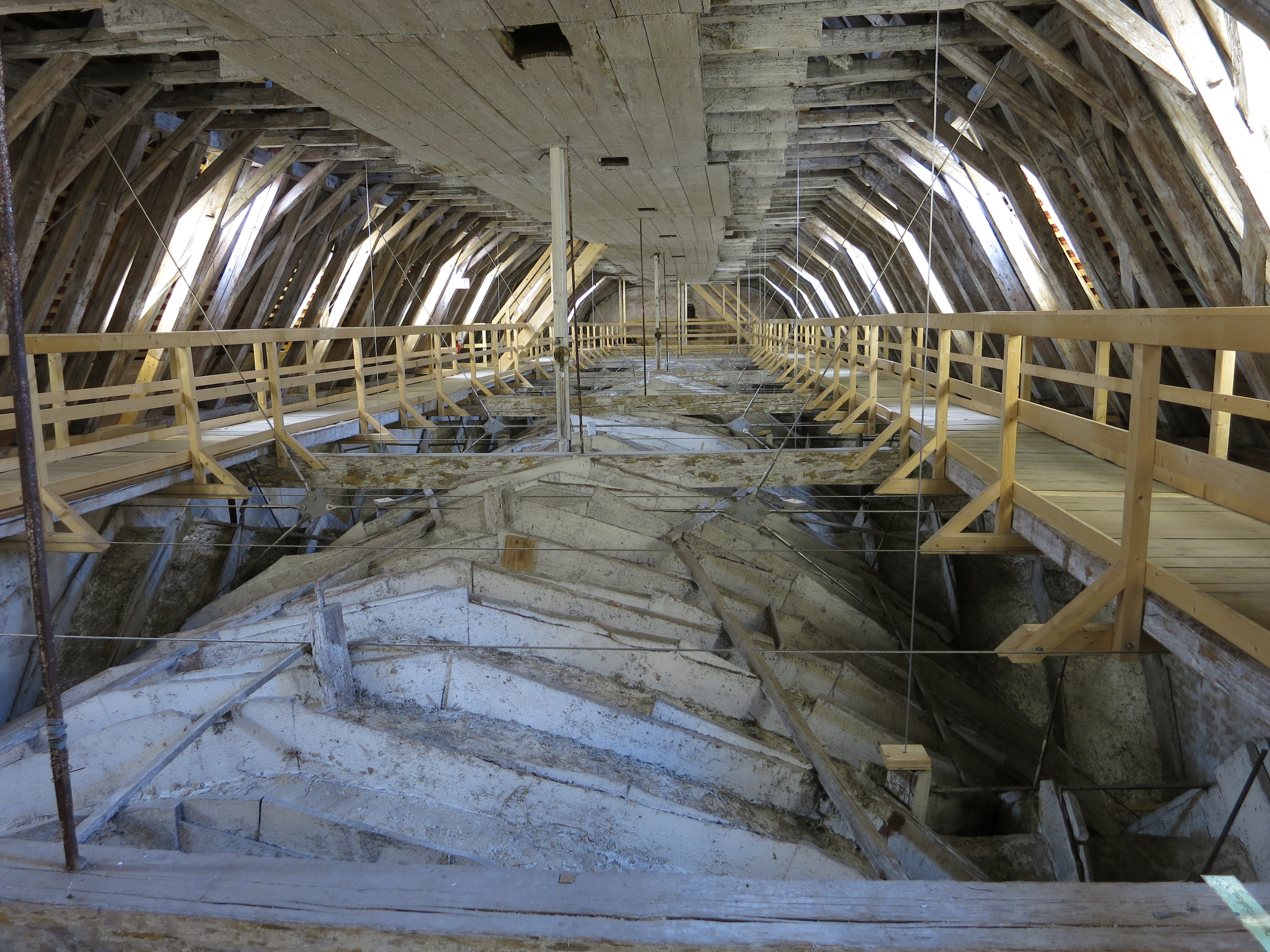
Im Dachstuhl von St. Martin

Das 11,40 Meter breite Mittelschiff hat eine Länge von 50 Metern und ist 18,80 Meter hoch. Es kann direkt durch das sogenannte Brauttor an der Westseite betreten werden. Die Wände über den acht Jochen sind schlicht gehalten. Der Baustil entspricht der Gotik. Nach oben abgeschlossen wurde es früher von einer flachen Holzdecke. Im Zuge des Historismus im 19. Jahrhundert wurde 1845 die Deckenhöhe um 3,80 Meter reduziert, ein Scheingewölbe im gotischen Stil eingezogen und an den Hängebalken des Dachstuhls mit Eisenstäben befestigt. Für Licht im Mittelschiff sorgen Oberlichter. Die Jochbögen ruhen auf Achtkantpfeilern, von denen die östlichsten offensichtlich wiederverwendet wurden. Forscher gehen davon aus, dass diese Spolien aus einer anderen, abgebrochenen Kirche stammen. Zeitlich könnte dazu der Vorgängerbau des Ulmer Münsters passen. Aufgrund der Natursteinarmut in Oberschwaben konnten nur Ziegel verwendet werden, was einer hochgotischen Bauweise im Wege stand.

#### Nordschiff

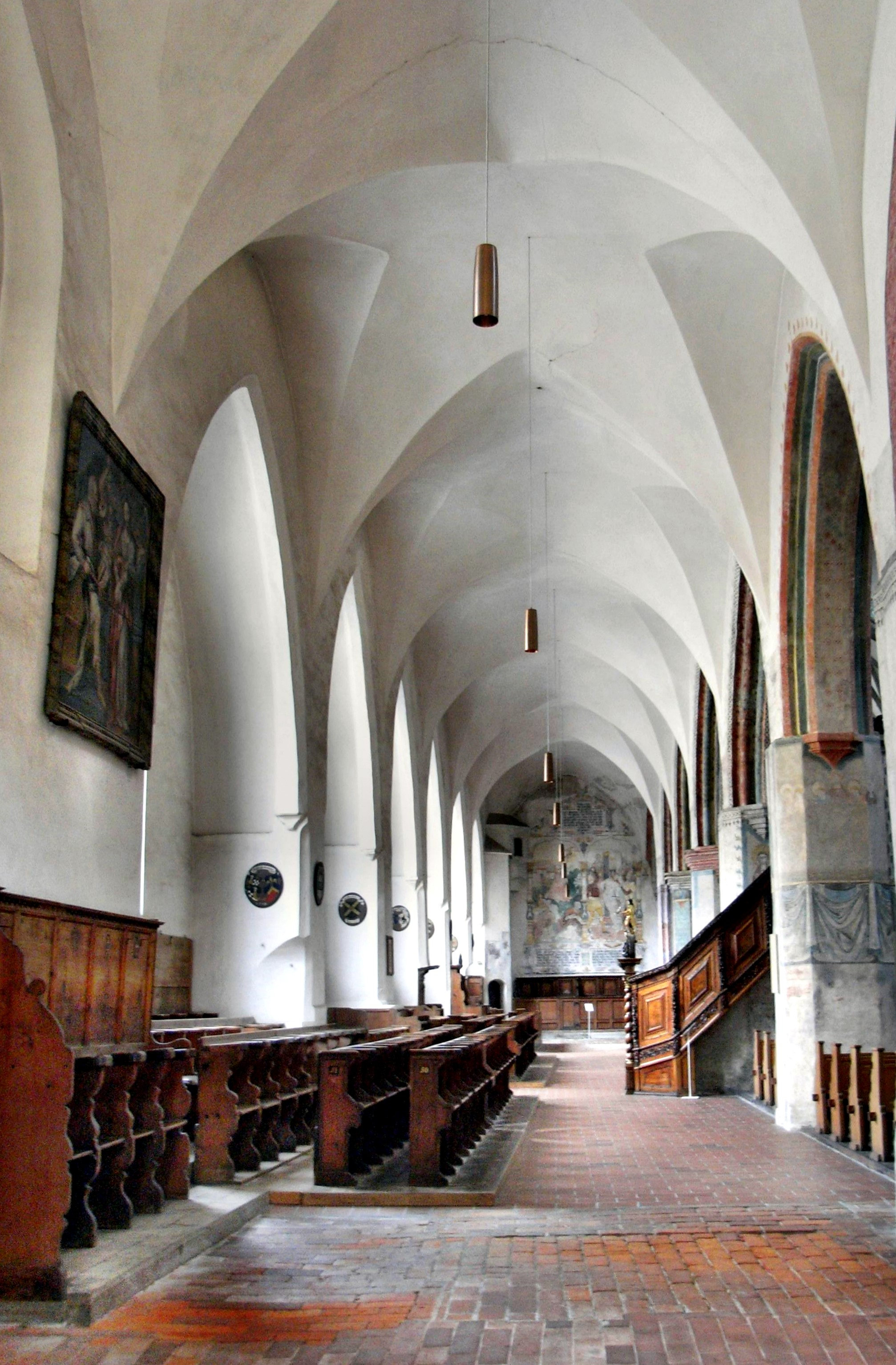
Das Nordschiff

Das Nordschiff ist 50 Meter lang, 5,7 Meter breit und 9,45 Meter hoch. Man betritt es durch zwei Eingänge an der Zangmeisterstraße, die dem größeren Ausbau der Nordschiffkapellen im Wege stand. Die Kapellen sind als kleine Spitzbogennischen zwischen den Strebepfeilern erkennbar. Lediglich die Bruderschafts-Kapelle von 1501 weicht mit ihrem Rundbogen davon ab. Abgeschlossen wird das Nordschiff von einem unbemalten, weiß getünchten gotischen Kreuzrippengewölbe.

#### Südschiff
Das Südschiff ist bei sonst gleichen Dimensionen mit zehn Metern etwas höher als das Nordschiff. Es hat zwei Eingänge über die östliche und die westliche Vorhalle. Es befinden sich mehrere größere Kapellen darin. Abgeschlossen wird es von einem gotischen Kreuzrippengewölbe.

#### Chor
Der Chor ist 24,6 Meter lang und 10,67 Meter breit. Er ist weiß getüncht. Die spätgotischen hohen Fenster sind im vorderen Teil bunt, an den Längsseiten klar verglast. Unter den Fenstern sind im leicht erhöhten Hochaltarbereich Grabtafeln eingelassen, die sich früher am Boden des Kirchenraums befanden. Abgeschlossen wird der Chor auf 17,62 Meter Höhe von einem gotischen Sternnetzgewölbe, an dem sich auch die einzigen Fresken des Chors befinden.

## Ausstattung
Die Kirche ist reich an Kunstwerken der Malerei und Holzschnitzerei, die aus dem 13. bis 19. Jahrhundert stammen.

### Schnitzereien
Schnitzereien befinden sich am Chorgestühl, am Hochaltar, an den Kirchenbänken und an der Kanzel. Als großes Einzelwerk kann auch die Ausstattung der neuen Sakristei angesehen werden. Alle anderen sakralen Schnitzwerke wurden beim Bildersturm, der am 19. Juli 1531 vom Rat der Stadt angeordnet wurde, zerstört oder in andere Kirchenbauten gerettet.

#### Chorgestühl
In St. Martin entstand zwischen 1501 und 1507 eines der großartigsten und ausdrucksstärksten Chorgestühle im süddeutschen Raum. Es ist neben dem Chorgestühl im Ulmer Münster von Jörg Syrlin dem Älteren und dem Gestühl im Konstanzer Münster die bedeutendste spätgotische Arbeit in Deutschland. Das Chorgestühl ist noch in gottesdienstlichem Gebrauch.

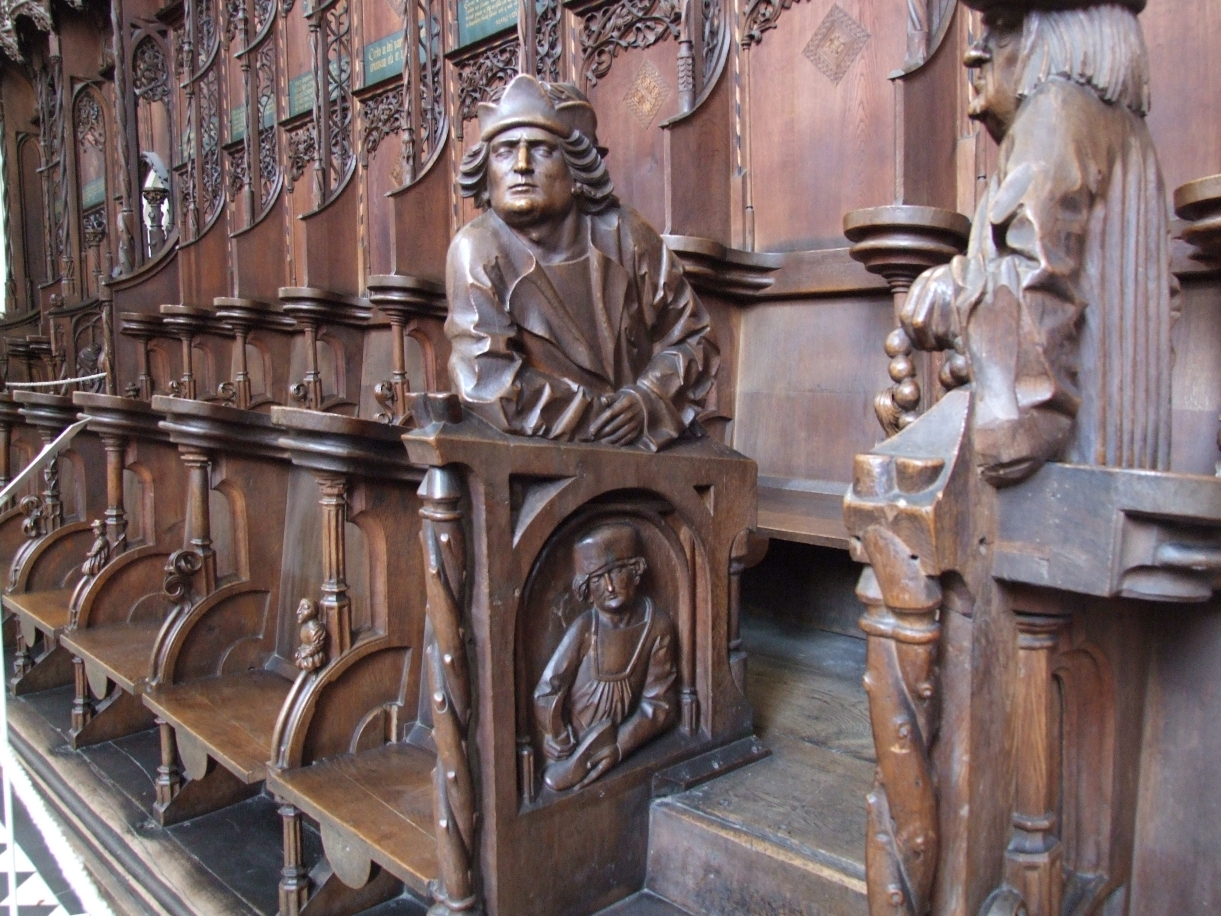
Das Chorgestühl, 1507 fertiggestellt, 1892–1901 umfassend restauriert

Die Reichsstadt Memmingen befand sich damals auf dem Höhepunkt ihrer Geschichte – ein wirtschaftliches, politisches und kulturelles Erfolgsmodell. Dieser Erfolg zeigte sich gerade auch in einer regen Bautätigkeit. In der Hauptpfarrkirche St. Martin waren die letzten Jahre des 15. Jahrhunderts geprägt von der Erweiterung des Kirchenraumes, seiner Ausstattung mit Kapellen und Altären und ab 1496 der Errichtung eines neuen Hochchores, dessen Äußeres aus Tuffstein gefertigt ist.
Im Inneren des Chorraumes bietet das Sternnetzgewölbe ein filigranes Dach und einen würdigen Rahmen für das Chorgestühl. Den Auftrag dazu erteilten im September 1501 die beiden Kirchenpfleger von St. Martin. Bis 1507 schufen die Meister Hans Stark (Schreiner) und Hans Herlin (Bildhauer) ein aus Eichenholz geschnitztes Gestühl mit insgesamt 63 Sitzen. An einigen Skulpturen dieses Chorgestühls lassen sich auch zwei von Herlins Gesellen erkennen: Hans Thoman und Christoph Scheller. Beide brachten es später als Meister zu eigener künstlerischer Größe.

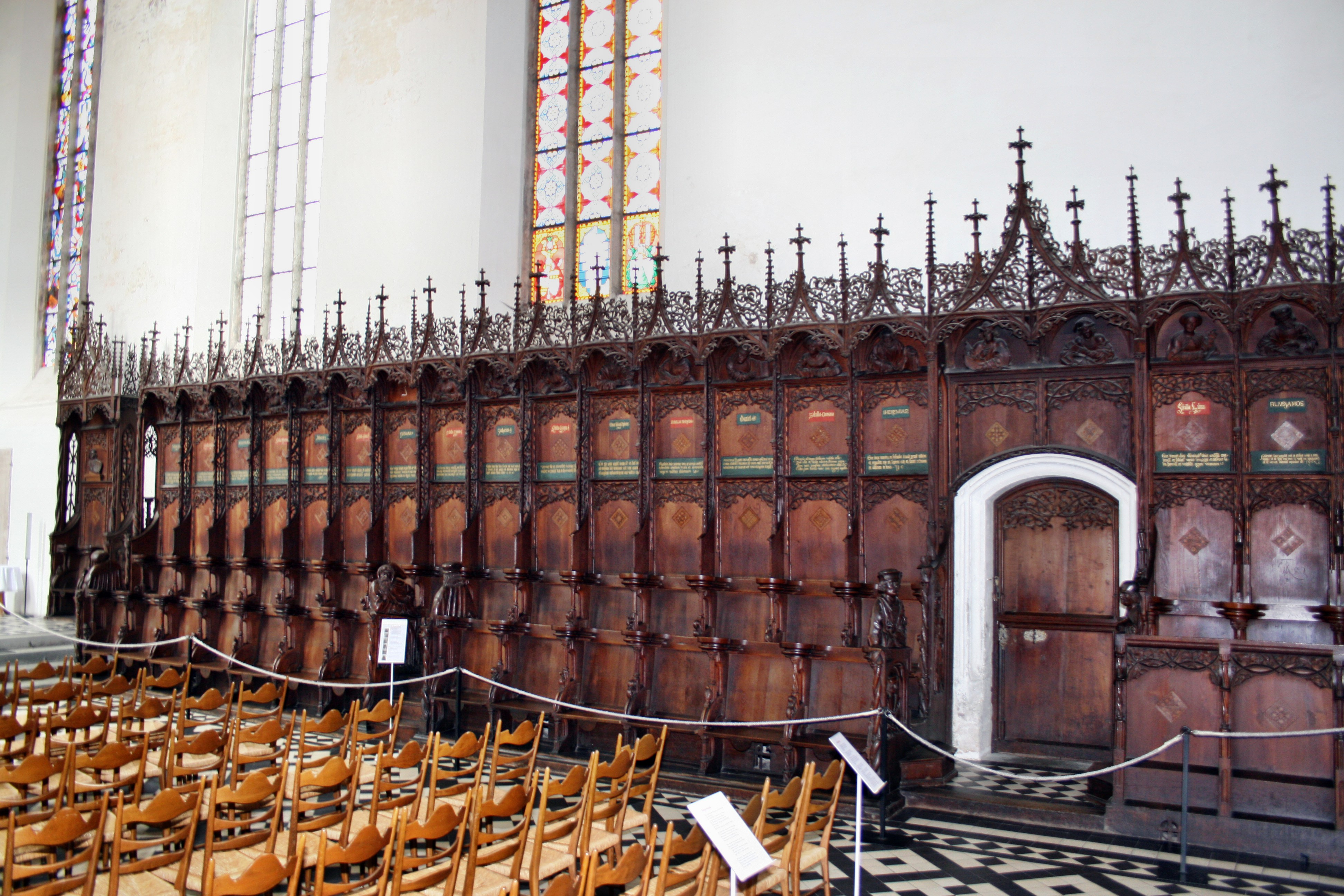
Der rechte Teil des Chorgestühls

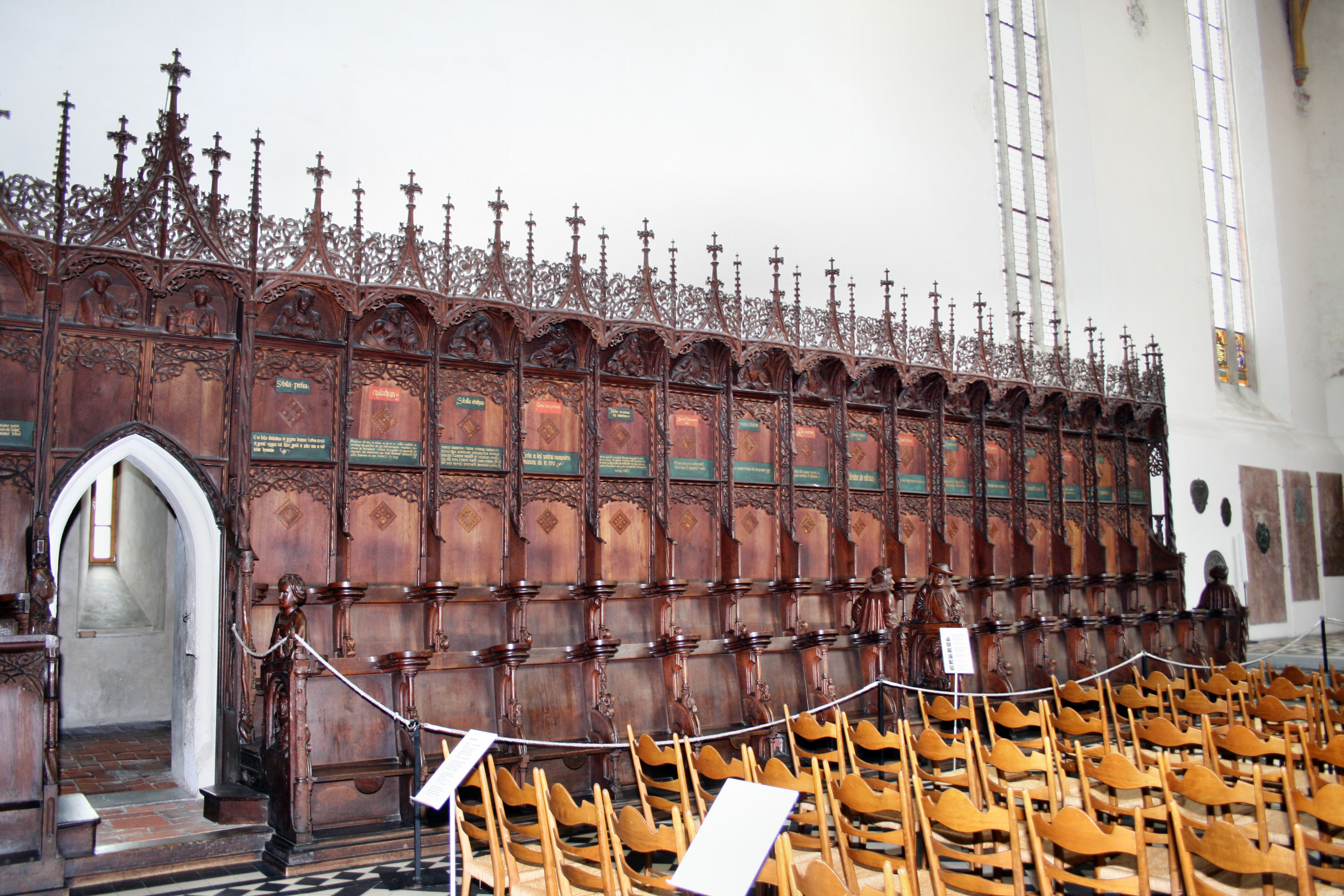
Der linke Teil des Chorgestühls

Unterbrochen von zwei Portalen, stellen im Memminger Chorgestühl 66 Plastiken zwei Zyklen dar: Der theologische Zyklus zeigt unter den Baldachinen Sibyllen und Propheten des Alten Testaments. Sie zeugen vom Kommen des Messias in Christus. An den vorderen Stuhlwangen sind ausdrucksstarke Porträts von Personen aus der Memminger Geschichte zu sehen. Eine genaue Zuordnung bestimmter Personen ist allerdings nicht immer möglich. Nur die Gegenstände, welche die großen Plastiken in den Händen halten, ergeben eine halbwegs sichere Zuordnung. So sind zum Beispiel der Bürgermeister und seine Frau oder aber der Amman und dessen Frau näher bestimmbar. Eine bislang als Abt des Antoniterklosters gedeutete Figur kann mit großer Wahrscheinlichkeit nicht als solcher identifiziert werden. Allerdings müssen die abgebildeten Personen in Memmingen so bekannt gewesen sein, dass eine nähere Erläuterung nicht notwendig war. Auch kann bei einer der Plastiken relativ sicher davon ausgegangen werden, dass sie den römisch-deutschen König und späteren Kaiser Maximilian I. darstellt, der sich gerade zur Entstehungszeit des Chorgestühls oft in Memmingen aufgehalten und die Stadt seine „Ruh- und Schlafzell“ genannt hat. Auch weil der Antonierklosterpräzeptor sein Hauskaplan war, scheint diese Annahme der Wahrheit nahezukommen.
Aber auch die zahlreichen Intarsien an den Rückwänden und die kalligraphische Vielfalt der Schriftfelder, die in keinem zweiten Chorgestühl dieser Zeit vorkommen, verdienen Beachtung. Sie stammen aus der Werkstatt Bernhard Strigels. Früher wurde angenommen, die Intarsien seien erst nachträglich am Chorgestühl angebracht worden. Aufgrund verschiedener Details kann heute jedoch mit Bestimmtheit gesagt werden, dass die Intarsienfelder – zwei an jedem Stuhl – bereits zur Entstehungszeit eingefügt wurden.
Eine umfassende Restaurierung und Ergänzung fehlender Teile erfuhr das Chorgestühl in den Jahren 1892 bis 1901 durch den Memminger Kunstschreiner Leonhard Vogt. Hierbei wurde dem Chorgestühl der im Jahre 1813/1814 entfernte Baldachin wieder aufgesetzt. Forschungen haben ergeben, dass früher Teile der Figuren bemalt waren. Dadurch war eine noch lebensechtere Darstellung möglich. Das Chorgestühl zählt zu den berühmtesten und kunstvollsten Deutschlands.

#### Kanzel

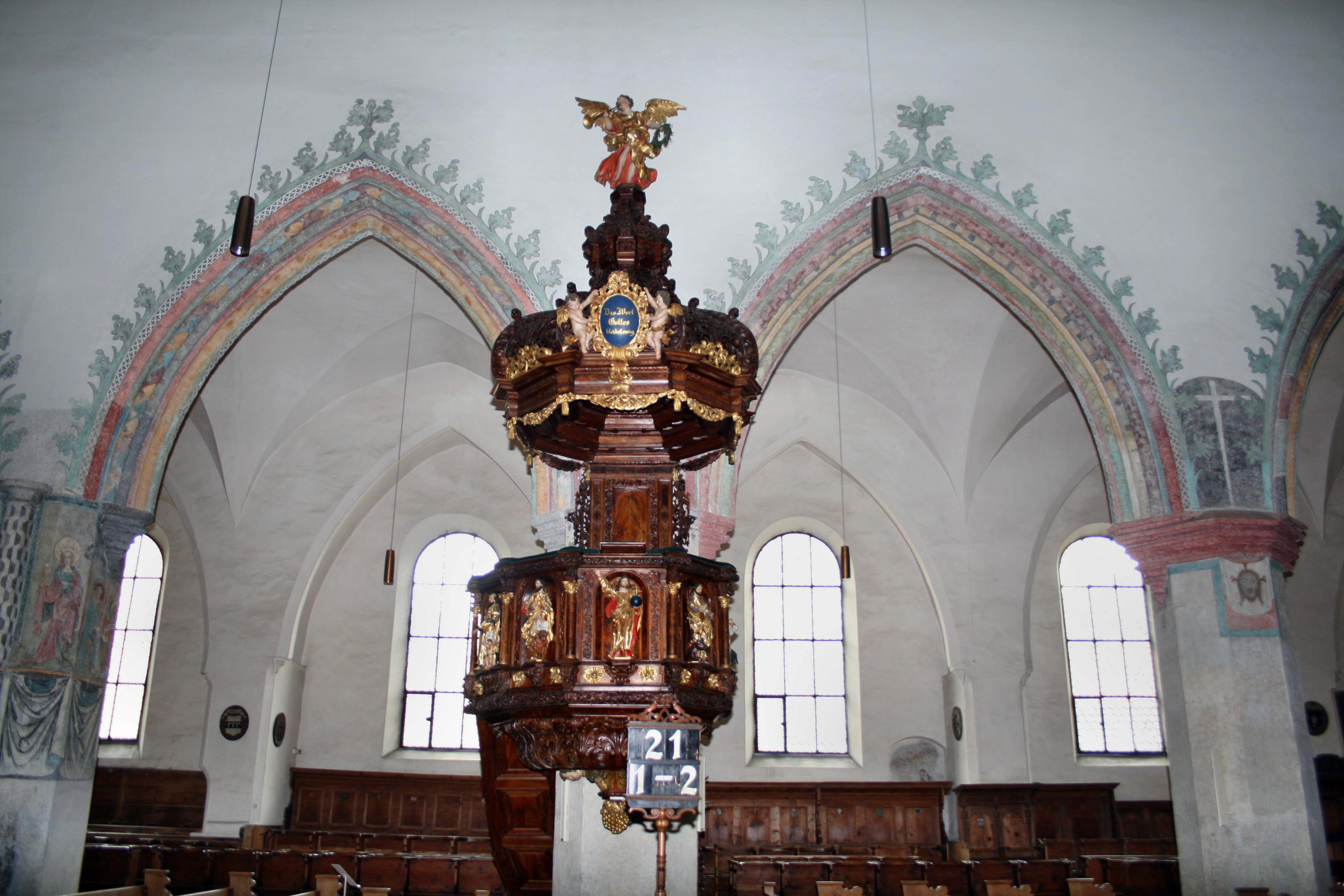
Die Kanzel

Die Kanzel im Langhaus der Basilika wurde von Johann Friedrich Sichelbein entworfen und nach dessen Plänen von 1699 bis 1700 gefertigt. Sie stellt eine Gemeinschaftsarbeit zweier Künstler dar. Die Schreinerarbeiten führte Georg Rabus aus, die bildhauerischen Elemente Christoph Heinrich Dittmar aus Arnstadt. Die Kanzel wurde überwiegend aus Nussbaum mit wenigen goldenen Verzierungen hergestellt. Der Schalldeckel hat die Form einer Zwiebelhaube und wird von einem Posaune spielenden Engel bekrönt. Außen zieren ihn Akanthusblätter. In den Kanzelkorb sind fünf Statuen von Jesus und den vier Evangelisten in dafür vorgesehene Aussparungen eingelassen. Am unteren Ende des Korbes gruppieren sich Engelsköpfe um eine goldene Traube. Der Kanzelaufgang ist mit Felderungen und Fruchtgehängen geschmückt. Über der Tür ist eine Figur Johannes des Täufers angebracht. Insgesamt ist es ein hohes Kunstwerk des oberschwäbischen Barocks.

#### Neue Sakristei
Die Ausstattung der neuen Sakristei wurde vermutlich zur gleichen Zeit wie das Chorgestühl angefertigt. Dementsprechend ist es reich mit Schnitzereien und Intarsien geschmückt. Die dreigeschossige Schrankwand setzt sich unter den Fenstern in brusthohen Kredenzen fort. Reiche Laubwerkschnitzereien, Intarsien, Zinnbeschläge und der grün hinterlegte Flachschnitt sorgen insgesamt für ein großartiges Nadelholzwerk der Spätgotik. Als Meister kommt Heinrich Stark in Betracht. Der in der neuen Sakristei aufgestellte barocke Tisch stammt vermutlich von Johann Christoph Dittmar.

#### Kirchenstühle
Im Langhaus selbst sind keine erwähnenswerten Kirchenstühle aufgestellt. Lediglich in den Seitenkapellen des Südschiffes gibt es einzelne spätgotische oder aus der Zeit der Renaissance stammende Stücke. Auf einem Stuhl in der Vöhlin-Kapelle befindet sich eine der frühesten Abbildungen des Stadtwappens, die um 1480 geschnitzt wurde.

### Malereien

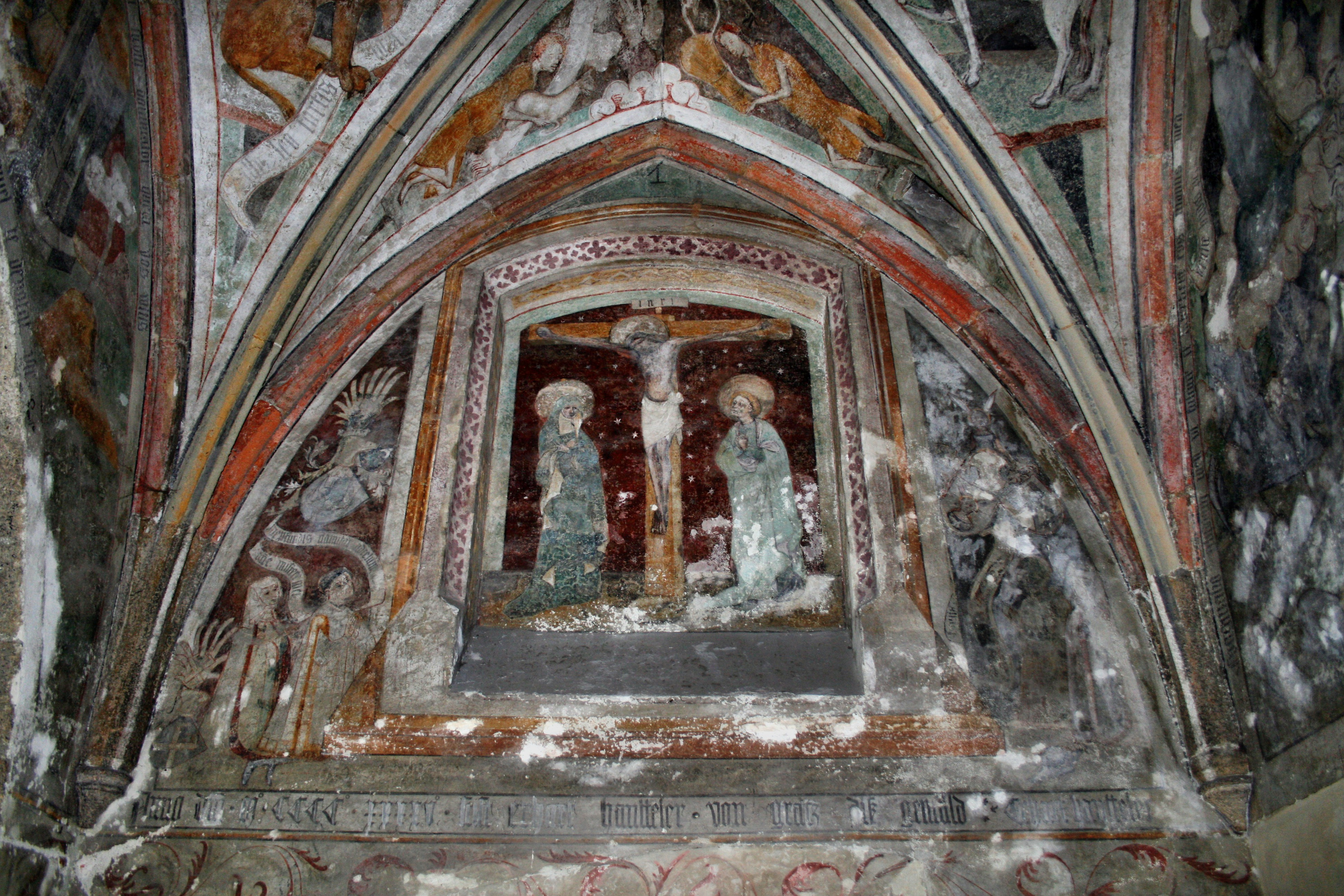
Strigel-Fresken im östlichen Vorzeichen

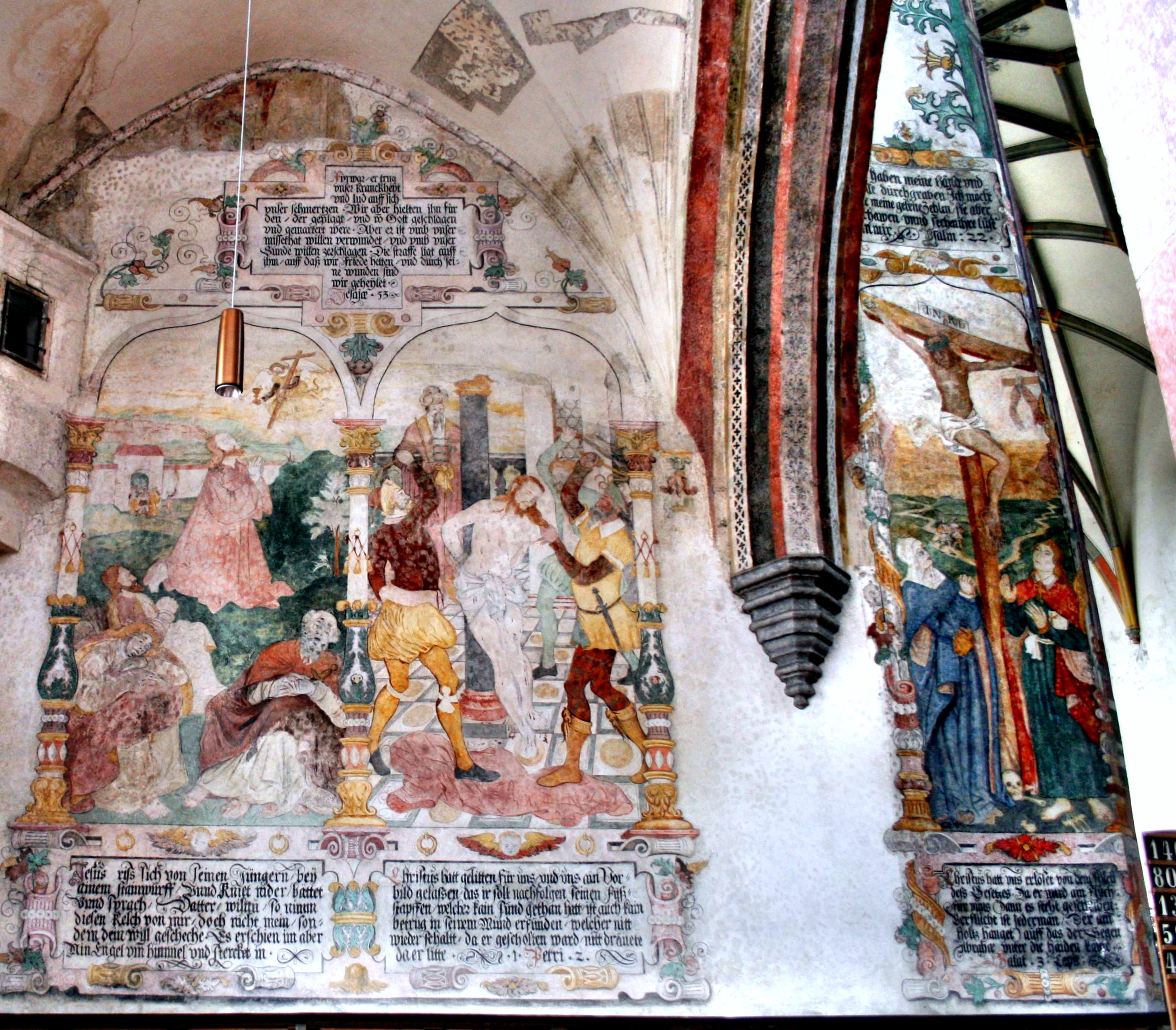
Ausschnitt des Passionszyklus, eines Sichelbeinfresko im Nordschiff

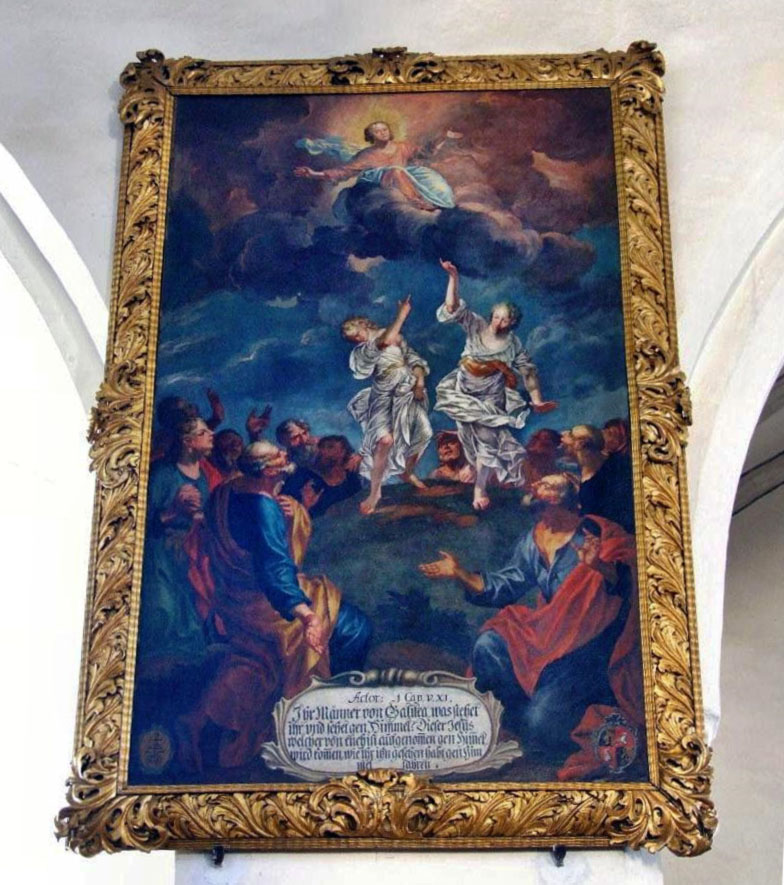
Ein Ölgemälde des Sichelbeinzyklus

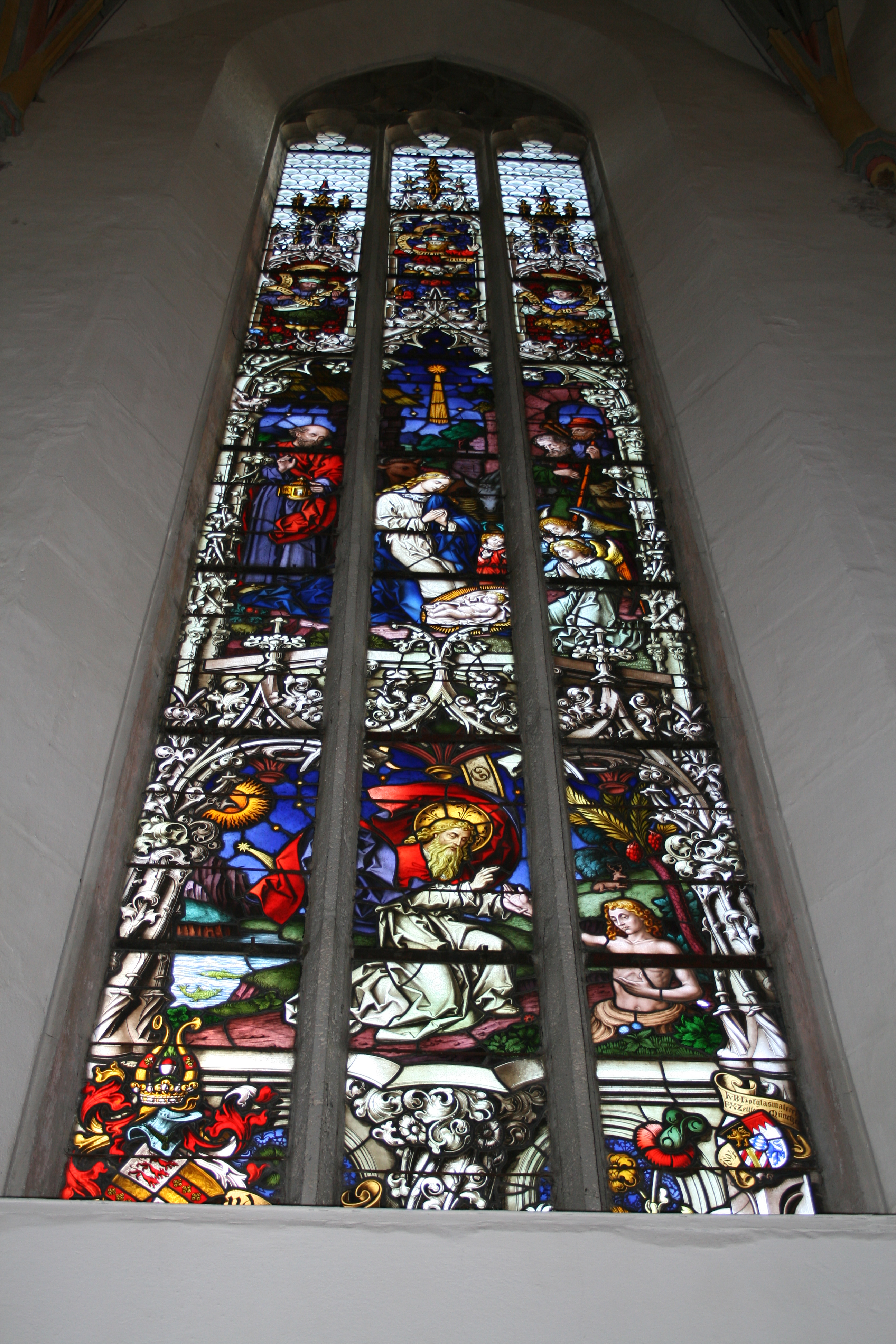
Das rechte Chorfenster mit den Glasmalereien von 1894

In der Kirche gibt es zahlreiche Wandmalereien und Ölbilder. Die ältesten stammen aus der ersten Hälfte des 15. Jahrhunderts, die jüngsten aus dem 18. Jahrhundert. Viele der Wandmalereien entstammen der Memminger Schule.

#### Strigelfresken
Von der Künstlerfamilie Strigel stammen einige Fresken in dem Gebäude. Im östlichen Vorzeichen des Südschiffes malte Hans Strigel der Ältere 1445 ein Bildnis des Jüngsten Gerichts. Aus seiner Hand stammt auch die Darstellung der Kreuzigung Jesu in der Nische in der Westwand. Darunter befinden sich die Stifter mit Wappen und einem Schriftband, auf dem zu lesen ist, dass das Bild von Erhard Hantteller aus Graz gestiftet wurde. Eine Verkündigung an Maria ist am östlichen Bogenfeld zu sehen. Die Decke ist mit den Symbolen der vier Evangelisten versehen, die sich um das Lamm Gottes gruppieren. Die Propheten Jesaja und Ezechiel sind im östlichen Stichkappenfeld, Kain, der mit dem Teufel um eine Garbe kämpft, und Abels Opfergabe an Gott sind im Gegenstück zu sehen. Um 1480 schuf vermutlich Hans Strigel der Jüngere ein Madonnen-Pfeilerfresko im Südschiff. Das größte erhaltene Freskenwerk der Künstlerfamilie ist die Zangmeister-Kapelle. Hier wurde um 1510 ein beeindruckendes Freskenwerk von Bernhard Strigel geschaffen. An der gotischen Decke behandelt es die selten gemalten Themen der Verklärung Christi und der Opferung Isaaks durch Abraham. An den Wänden sind die heilige Elisabet bei einem Besuch Marias sowie die Teufelsaustreibung einer Besessenen, die der heilige Eberhard durchführt, abgebildet. Darüber hinaus befinden sich in der ganzen Kapelle kleinere Fresken mit Ornamenten, Putten und Ähnlichem. Diese Fresken wurden bereits 1531 beim Bildersturm verdeckt und konnten 1963 wieder freigelegt werden. Um 1500 sind im Chorbogen Fresken der tugendhaften und törichten Jungfrauen entstanden. Sie werden Bernhard Strigel stilistisch zugeschrieben, dem führenden Meister der Memminger Schule.

#### Sichelbeinfresken
Vermutlich Caspar Sichelbein der Ältere schmückte die Kirche 1587 mit ornamentalen Malereien aus, denen ein Jahr später ein Passionszyklus folgte. Die Vorlage war vermutlich Albrecht Dürers Kleine Passion. Sichelbein musste die Bilder teilweise stilistisch verändern, da der Platz an den Wänden der Ostseite des Hauptschiffes nicht groß genug war. Sie wurden 1656 überdeckt, 1926 und 1965 wieder aufgedeckt und ergänzt. Ebenfalls 1588 entstand an dem äußeren Chorbogen ein Fresko des Jüngsten Gerichts. Dieses ergänzte thematisch den Passionszyklus. Es reichte 3,80 Meter über den heutigen Gewölbescheitel hinaus. Auch hier lag vermutlich Dürers Kleine Passion zugrunde. Von dem Fresko ist heute nur noch ein Rest über dem Scheingewölbe erhalten. Der sogenannte grüne Teufel, eines der sieben Memminger Wahrzeichen, verschwand ebenso über dem Scheingewölbe. Feuerschutzfarbe, mit welcher der Dachstuhl im Zweiten Weltkrieg vor Feuer geschützt wurde, zerstörte auch den Rest des grünen Teufels.

#### Ölgemälde
In der Basilika gibt es aufgrund der theologischen Auffassung der Reformation, dass jeglicher Kirchenschmuck vom gesprochenen Wort ablenkt, wenige Ölgemälde. Johann Friedrich Sichelbein malte acht Bilder, die das Leben Jesu darstellen. Sie hingen früher an den Pfeilern im Hauptschiff. Im Zuge der Innenrenovierungen wurden sie in den Kapellen des Südschiffes untergebracht. Sie zählen zum Hauptwerk des bedeutendsten Mitgliedes der Künstlerfamilie Sichelbein, die seit 1581 in Memmingen sesshaft war. Ein weiteres Ölgemälde befindet sich im Nordwestportal. Es wurde von dem gebürtigen Antwerpener Abraham del Hel gemalt, der sich später in Augsburg niederließ, und zeigt Christus vor Pilatus.

#### Glasmalereien
Die ehemals gotischen Glasmalereien des Chors sowie der neuen Sakristei sind verschollen. Die heute zu sehenden Malereien stammen aus dem Jahr 1894 und gelten als herausragende Kunstwerke des Historismus. Geschaffen wurden sie von der Hofglasmalerei Franz Xaver Zettler aus München. Lediglich einige wenige gotische und Renaissanceglasmalereien haben sich in den Kapellen erhalten.

### Kreuzaltar

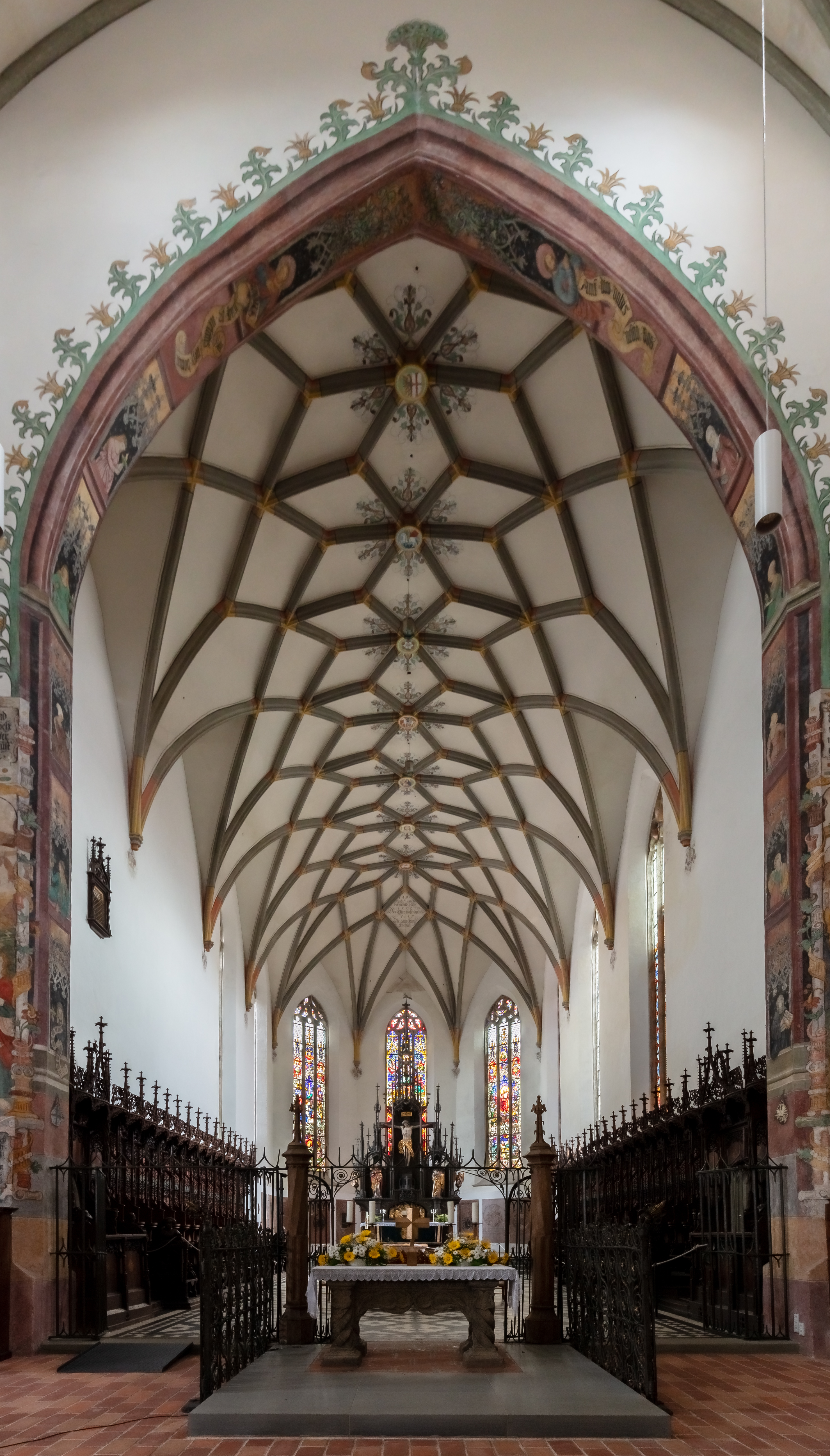
Der Kreuzaltar

Der Kreuzaltar in der St.-Martins-Kirche gehört zu den kunstvollsten und frühesten derartigen Arbeiten in Deutschland. Die neue theologische Ausrichtung nach zwinglischem Vorbild machte einen solchen Altar notwendig. Er musste das bisherige Zentrum des Gottesdienstes, den Hochaltar, ersetzen. Zusammen mit diesem wurden insgesamt 21 weitere Altäre aus der Kirche entfernt.
Der Kreuzaltar wurde 1531 geschaffen und aufgestellt und besitzt Stilelemente der Gotik und der Renaissance. Die Säulen sind kräftig gearbeitet und besitzen oben leere Wappenschilde. Die massive Tischplatte wird von aus Fischblasen gebildeten und mit Eierstabornamenten verzierten Querverbindungen getragen. Er gehört zu den größten historischen Schätzen der ehemaligen Reichsstadt.

### Chorgitter
Das Stabgitter mit den Türen zum Hochchor ist einfach gehalten, das Chorgitter, welches den Kreuzaltar umgibt, ist dagegen sehenswert. Es stammt aus dem Jahr 1603 und besitzt Spiralen, Blumen und Blätter. Rechts daneben soll sich die Grabstätte der Mönche des Antoniterklosters befunden haben. Noch Anfang des 19. Jahrhunderts befand sich dort ein Solnhofer Stein mit dem Antoniter-T.

### Orgel

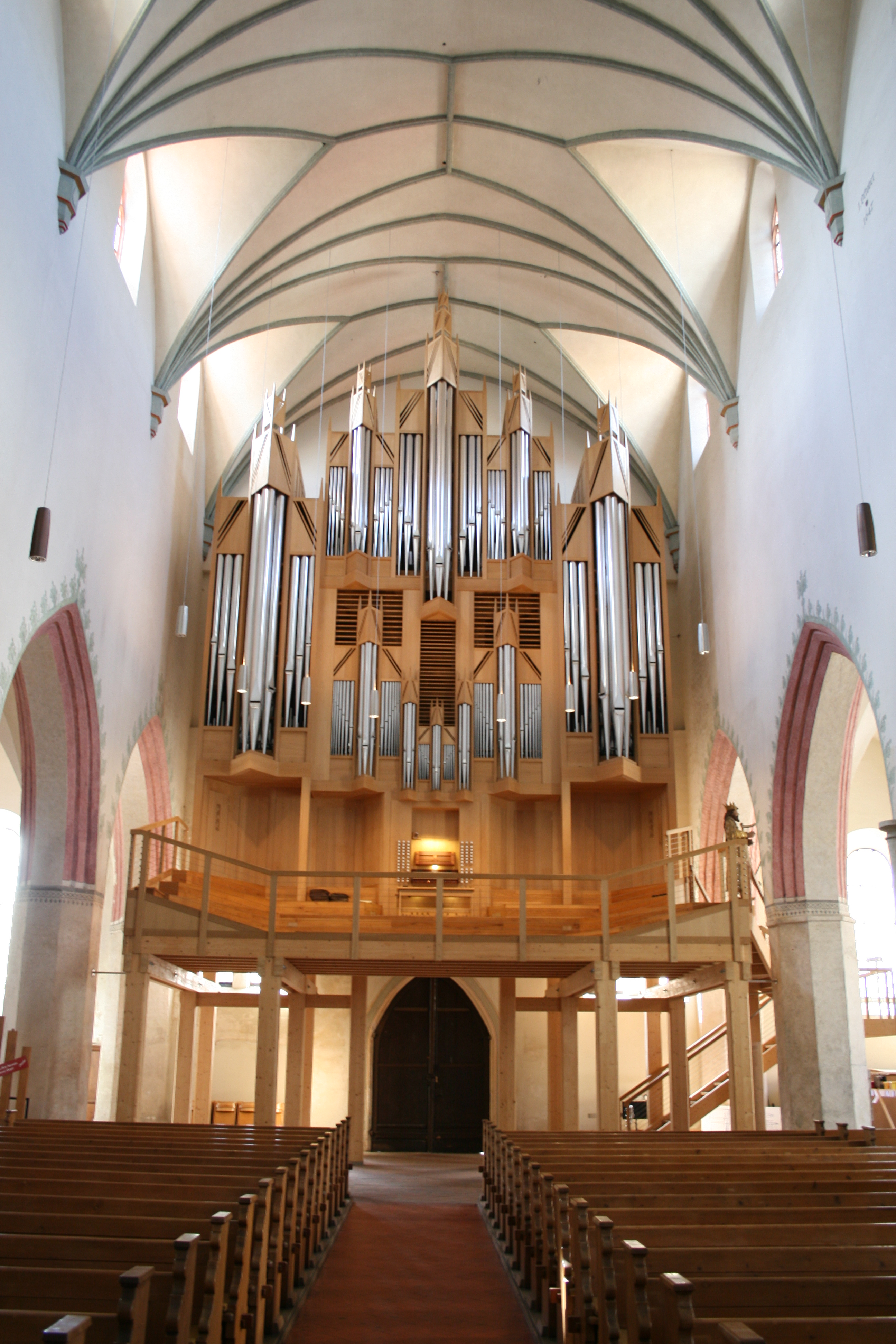
Prospekt der neuen Orgel in St. Martin

Die Orgel hat in St. Martin lange Tradition. So wurde die erste Orgel bereits 1453 erwähnt. Sie hatte ihren Platz auf einer Schwalbennestempore an der südlichen Hochschiffwand. 1528 wurde sie aus reformatorischen Gründen entfernt. 1597/1598 wurde eine neue Orgel von Kaspar Sturm und Aaron Ruck erbaut. Am 21. November 1599 erklärte der fuggersche Hoforganist Hans Leo Haßler die Orgel für gelungen. Das berühmte Werk wurde 1758 von Joseph Gabler umfassend instand gesetzt. Die Disposition wurde modernisiert, Gablers typische Klangelemente wurden eingefügt. Im Stadtarchiv ist dazu zu lesen: „Er hat die Orgel wohl repariert und in vollkommenen Stand gestellt, daß man darob ein seltsames Vergnügen gefunden.“ Johann Nepomuk Holzhey überholte die Orgel zuletzt 1778. 1827 wurde das baufällig gewordene Schwalbennest zugunsten einer Westempore ersetzt. Die Orgel zog mit dorthin um, allerdings erreichte sie nie mehr den Klang wie im Schwalbennest. Die Verkleidung wurde auf Schloss Illerfeld (Volkratshofen) gebracht, in dem die Flügel der Orgel in der Kassettendecke verbaut sind. 
1853, als eine neue Orgel mit spätgotischem Gehäuse der Orgelbauwerkstatt Walcker und Spaich aus Ludwigsburg angeschafft wurde, kam die Orgelmusik in der Kirche wieder in das Blickfeld der breiten Öffentlichkeit. Dieses Instrument wurde 1900 von Steinmeyer repariert und 1938 von Paul Ott nach damaligen Gesichtspunkten erweitert. Diese Orgel musste 1962 aufgegeben werden. Es wurde eine Orgel der Firma Walcker eingebaut. Schlechte Verarbeitung und Materialien ließen dieses Instrument allerdings nur 36 Jahre lang bestehen.
1991 überlegte sich die Kirchengemeinde ein neues Konzept für die Orgel, da die alte nicht mehr zu reparieren war. Es sah vor, eine moderne, große Orgel am bisherigen Standort an der Westwand zu installieren. Am 8. November 1998 wurde die neue Orgel aus dem Hause Goll eingeweiht. Sie hat 62 Register (4.285 Pfeifen) auf vier Manualwerken und Pedal. Die baßschwache Akustik des 72 Meter langen und 20 Meter hohen Kirchenraumes machten es erforderlich, den Bass- und Mitteltonbereich kraftvoll und doch variabel zu gestalten. Man entschloss sich, eine symphonische Orgel nach französischem Vorbild einzubauen. Sie nimmt die gesamte Westfassade ab der ersten Empore ein. Lediglich das Brauttor darunter ist nicht verbaut. Dadurch kann sich der Klang der Orgel frei in das Kirchenschiff entfalten. Das Orgelgehäuse sowie die Empore sind aus unbehandeltem Eichenholz mit gotischen Stilelementen gebaut und verbinden die alte Gotik mit dem modernen Baustil des ausgehenden 20. Jahrhunderts. Die Empore selbst ist für etwa 70 Chormitglieder oder ein vergleichbares Instrumentalensemble ausreichend.
Über das Jahr verteilt finden oft Orgelkonzerte statt. Zahlreiche Aufnahmen wurden auf der Orgel eingespielt. Samstags um 11 Uhr vormittags kann bei einer OrgelKultour durch die Kirche der Klang der Orgel erlebt werden.

## Turmuhr

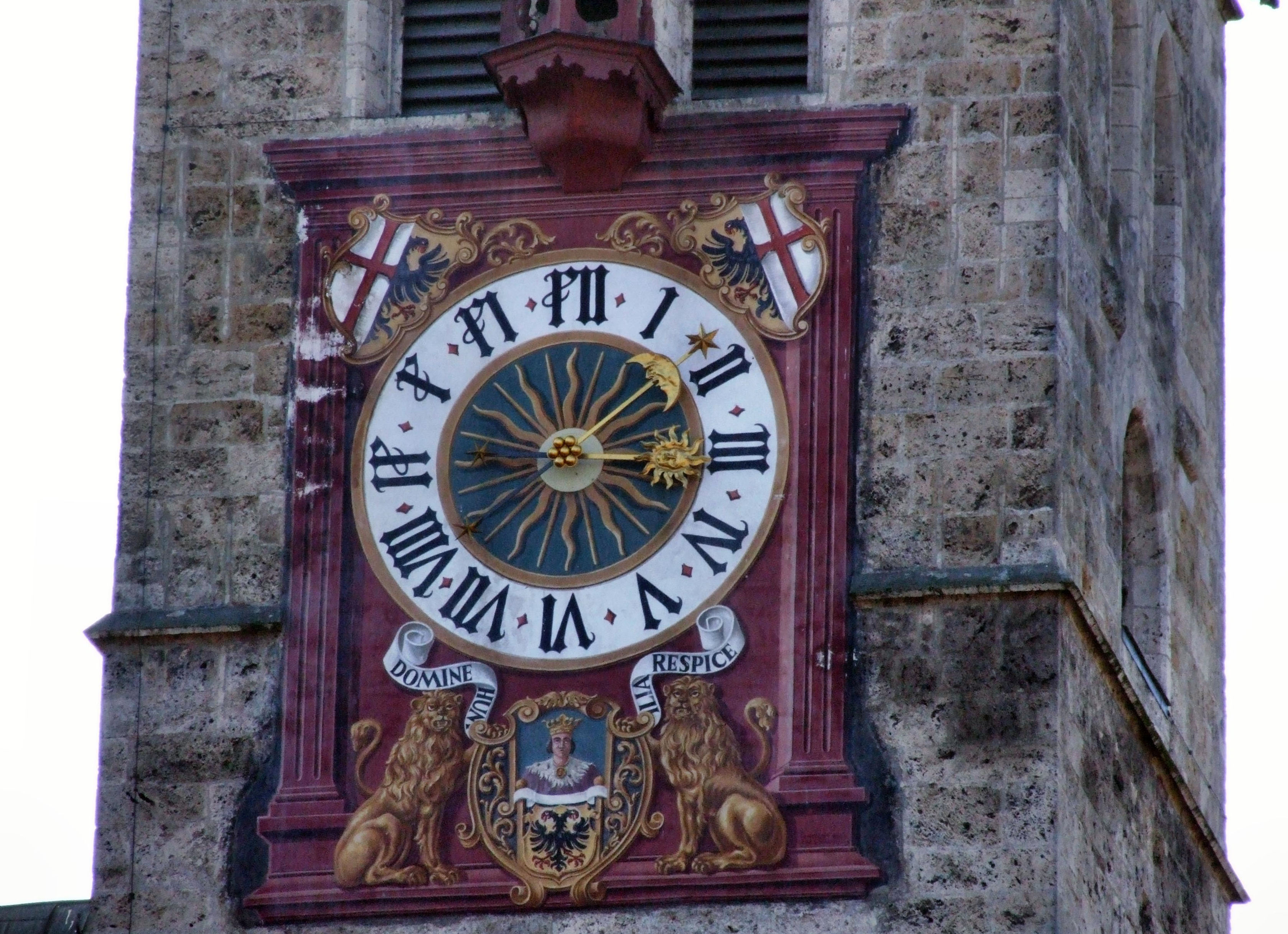
Die Turmuhr von St. Martin

Im Jahre 1524, ein Jahr vor den Bauernkriegen, wurde die erste Räderuhr in Betrieb genommen. Das erste Zifferblatt gestaltete Bernhard Strigel, einer der herausragendsten Künstler der Stadt Memmingen. 1537, bei der Umgestaltung des Turms, wurde diese Malerei durch Ursus Werlin überarbeitet. Es folgte 1688 eine weitere Überarbeitung, wobei die barocken Formen der Wappen und das Band mit der Beischrift hinzugefügt wurden. Im Jahre 1829 erfolgte eine Anbringung eines Ziffernblattes aus Eisenblech. Auch wurden die schadhaften Stellen der Umrahmung verputzt.
Michael Geiger der Ältere legte 1906 die Umrahmung wieder frei. Während der großen Turmrestaurierung von 1927 unter dem Ulmer Münsterbaumeister Karl Wachter wurde das eiserne Zifferblatt entfernt und dabei der komplette Putz abgeschlagen. Zuvor erfolgte eine Abnahme des Originals und die Neufassung durch die Gebrüder Haugg aus Ottobeuren. Seit diesem Zeitpunkt kann auch nicht mehr von einer Malerei von Bernhard Strigel gesprochen werden. Diese musste 1966 abermals erneuert werden. Der heutige Zustand gibt die Darstellung aus dem Jahr 1697 wieder. Das Zifferblatt wird von zwei Memminger Stadtwappen oben links flankiert. Zwei Löwen halten eine Kartusche mit dem kaiserlichen Doppeladler sowie den Kopf eines Königs als obersten Herrn der freien Reichsstadt. Der abgebildete Königskopf wurde allerdings durch die Bevölkerung nicht als solcher erkannt, sondern wurde als Haupt der „Heiligen“ Hildegard angesehen und verehrt. Dies ist verwunderlich, da Memmingen bereits 1530 zum reformierten Bekenntnis übertrat und danach die Heiligenverehrung praktisch nicht mehr vollzogen wurde. Die Malerei wurde eines der sieben Memminger Wahrzeichen. Auf einem Spruchband über den Löwenköpfen steht der reichsstädtische Wahlspruch: „DOMINE HUMILIA RESPICE“ (Herr, siehe das Niedrige an, Psalm 138,6).
Das heutige Uhrwerk ist ein Aufziehuhrwerk. 1927 wollte die Kirchengemeinde bei der Übergabe des Turmes von der Stadt ein neues Uhrwerk ohne Pendel zum Aufziehen haben. Die Stadt schlug diese Bitte ab, worauf die Kirchengemeinde auf die Überlassung der Turmuhr verzichtete und das Uhrwerk im Besitz der Stadt verblieb. Es muss daher noch heute ein städtischer Bediensteter alle paar Tage die Pendel der Uhr aufziehen.

## Glocken

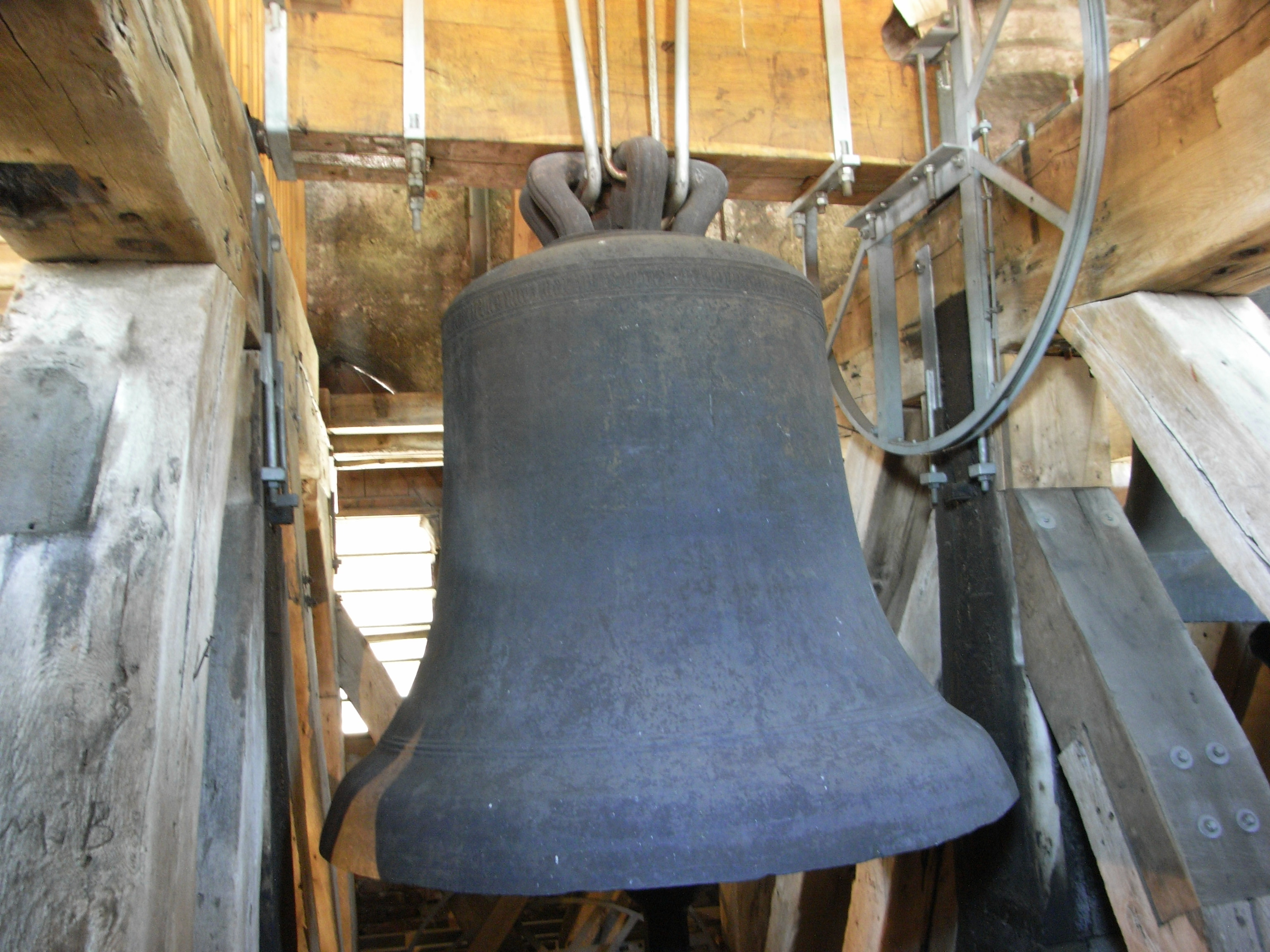
Die Osannaglocke von 1460

Die Kirche besitzt insgesamt acht Glocken. Vier große Glocken hängen im Martinsturm in einem über 600 Jahre alten hölzernen Glockenstuhl und sind läutbar. Weitere vier Glocken hängen außerhalb der Glockenstube und sind nicht läutbar. Zu früheren Zeiten gab es in der Glockenstube eine weitere kleine Glocke, die als Messnerglocke diente und dem Glockenschwinger signalisierte, wann die großen Glocken geschlagen werden mussten. Die ursprünglich älteste Läuteglocke, die Zwölfuhrglocke, wurde im Jahre 1415 gegossen; im Jahre 1942 musste sie zum Einschmelzen nach Hamburg gegeben werden und ist seitdem verschollen; im Jahre 1954 wurde sie durch einen Neuguss ersetzt. Die heute älteste Glocke, die große Osannaglocke, wurde 1460 von dem in Memmingen ansässigen St. Galler Glockengießer Ulrich Snabelburg II. gegossen; sie war dem heiligen Martin, Maria und Georg geweiht, was jedoch mit der Reformation in Vergessenheit geriet. Die beiden weiteren Läuteglocken, die Elfuhrglocke und die Marienglocke und weitere der Läuteglocken wurden im Jahre 1514 gegossen.
| Nr. | Name           | Gussjahr | Gießer                                               | Gewicht (kg) | Ø (cm) | Höhe (cm) | Nominal | Anmerkungen, Inschrift(en) |
| --- | -------------- | -------- | ---------------------------------------------------- | ------------ | ------ | --------- | ------- | --- |
| 1   | Osannaglocke   | 1460     | Ulrich Snabelburg II                                 | 3850         | 174    | 144       | c1      | Inschrift: +o • rex • glorie • veni • cvm pace • anno • domini • mo • cccco • lxo • completvm est hoc opvs • in honore • beate marie virginis • martini • et geory • patronorvm • hvivs ecclesie • vo • snabelbvrg / de • s • gallo                                                       |
| 2   | Elfuhrglocke   | 1428     | Gießhütte des Conrad Bodenwaltz, Memmingen           | 1650         | 129    | 112       | f1      | Sie schlägt immer um elf Uhr. |
| 3   | Marienglocke   | 1514     | Martin Kisling und Hans Folmer II., Biberacher Hütte | 450          | 87     | 73        | as1     | Umgangssprachlich auch als "Roßschwanz" bezeichnet. Inschriften: AVE MARIA GRATIA PLENA, DOMINUS TECUM ANNO MCC-CCCXIIII und ihesus • maria • anna • vnd • das • vierdig • hailtum • lucas • marcus • mathevs • iohannes • sancte • martine • avse • maria • anno • dni • mccccxx • viii. |
| 4   | Zwölfuhrglocke | 1954     |                                                      | 650          |        |           | b1      | Wird auch Gefallenen-Gedächtnis-Glocke genannt. Schlägt immer um 12 Uhr |

Außerhalb des Martinsturmes hängen vier weitere Glocken, die nicht zum Geläute gehören.
- Die Stundenschlagglocke befindet sich in einem kleinen Erker oberhalb des Turmuhrzifferblattes. Sie wurde 1573 gegossen und ging bei der Beschießung der Stadt durch die Kaiserlichen im Dreißigjährigen Krieg 1632 zu Bruch. Leonhard Ernst II. goss sie 1644 neu. Sie schlägt außer der elften und zwölften jede Stunde des Tages.
- Die Stadtfeuerglocke hängt über der Türmerstube im Freien und wurde 1728 von Johann Melchior Ernst gegossen. Sie wurde bei Bränden innerhalb der Stadt angeschlagen, wiegt 2,5 Zentner, hat einen Durchmesser von 48 und eine Höhe von 35,5 Zentimetern. Die Inschrift lautet „DEO GLORIA ANNO 1728“.
- Die Viertelstundenglocke wurde 1990 als Ersatz für die 1986 vom Baugerüst gestohlene Armsünderglocke gegossen. Sie hängt über einem Fenster der Türmerstube. In früherer Zeit begleitete die Armsünderglocke mit ihrem schrillen Klang die zum Tode Verurteilten bis zum Richtplatz. In jüngerer Zeit schlug sie die Viertelstunden. In ihr war „Hilf Maria“ eingraviert. Sie war die älteste noch erhaltene Glocke der Stadt. Seit dem Diebstahl ist sie verschollen.
- Die Landfeuerglocke ist in dem kleinen Dachreiter über dem Südostbalkon angebracht. Sie wurde 1966 gegossen. Früher wurde sie bei Bränden im evangelischen Umland geschlagen. Brannte es hingegen im katholischen Umland, wurde die Stadtfeuerwehr nicht zur Hilfe gerufen.

## Nutzung

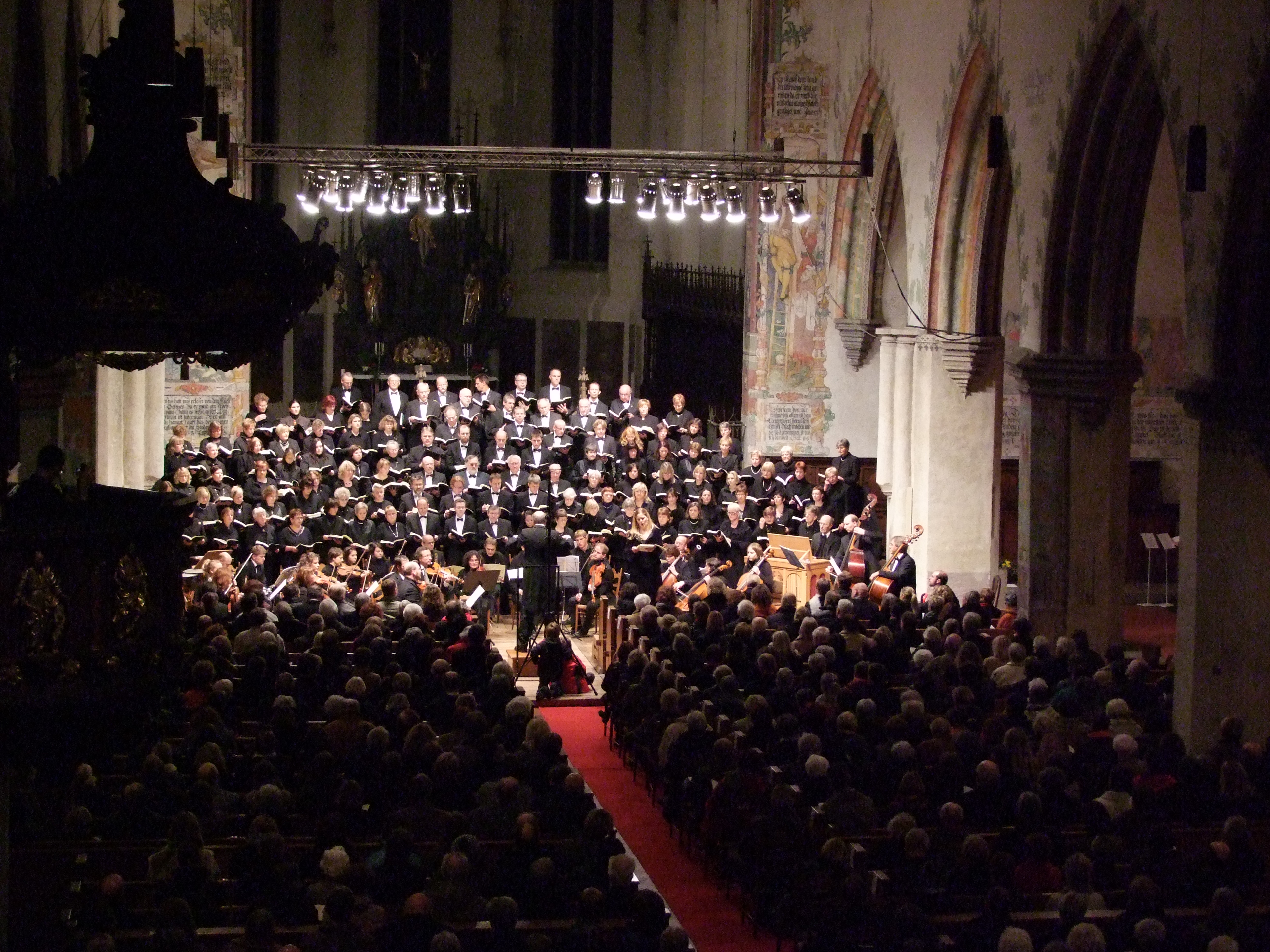
Oratorium 2009

Gegründet wurde die Kirche vermutlich als Königshofkirche der Welfen. Erst 1214 wurde das Patronat an die Antoniter übergeben, die schräg gegenüber an der Stadtmauer ihre Präzeptorei einrichteten. Seitdem war die Kirche eigentlich die Klosterkirche der Antoniter. Da die Bevölkerung Memmingens sie immer schon mitbenutzte und die Umbauten bezahlte, wurde die Kirche nach und nach zur Stadtpfarrkirche. In der Reformation wurden die Antoniter 1531 vertrieben, die endgültige Ablösung des Klosters erfolgte erst 1562. Seit diesem Zeitpunkt ist die Kirche eine reine Stadtpfarrkirche.
Heute ist die Kirche Dekanatskirche des Dekanates Memmingen. Der Dekan ist gleichzeitig Inhaber der ersten Pfarrstelle in St. Martin. Gottesdienste finden in der Regel jeden Sonntag statt. Kirchenführungen werden jeden Samstag um zwölf Uhr mit Orgelbegleitung durchgeführt. Der Kirchenraum dient auch als Konzertsaal für Orgelkonzerte, Oratorien, Vokalkonzerte und kleinere Ensembles. Turmführungen finden von Mai bis Oktober täglich um 15 Uhr statt.